# ウィーン
ウィーン（標準ドイツ語: Wien  発音〈ヴィーン〉、バイエルン・オーストリア語: Wean〈ヴェアン〉、仏: Vienne  発音〈ヴィエンヌ〉、英: Vienna  発音〈ヴィエナ〉）は、オーストリアの首都。9つの連邦州のひとつで、都市州である。漢字による当て字では維納と表記される。
2017年1月1日時点での人口は186万7582人。ヨーロッパ有数の世界都市である。
第一次世界大戦までは、オーストリア＝ハンガリー帝国の首都として、ドイツ帝国を除く中東欧の大部分に君臨し、さらに19世紀後半までは神聖ローマ帝国やドイツ連邦を通じて、形式上はドイツ民族全体の帝都でもあった。クラシック音楽が盛んで、過去にモーツァルトやベートーヴェン、シューベルトなど、多くの作曲家が活躍したことから「音楽の都」・「楽都」とも呼ばれる。

## 概要

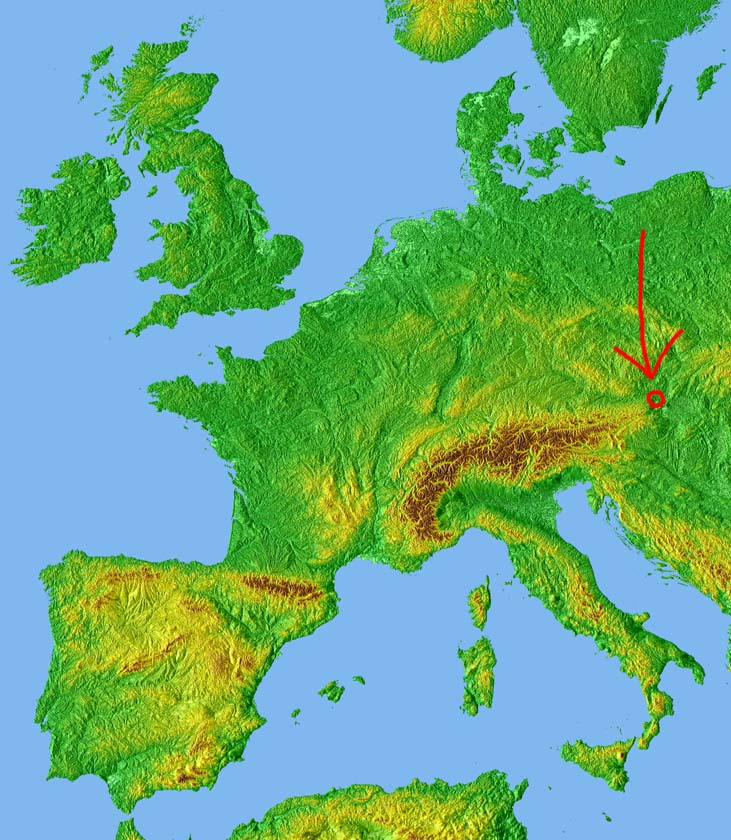
ウィーンの位置 左のアルプス山脈と右のカルパティア山脈（図にはほとんど描かれていない）の間を流れるドナウ川のほとりにあるため、交通の要衝でもある

オーストリアにおけるウィーンの位置

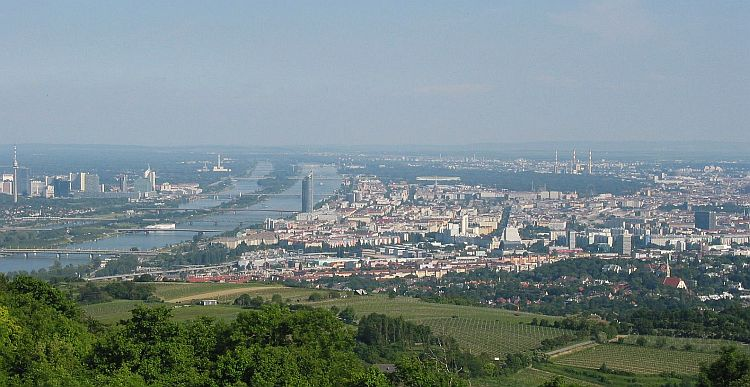
ウィーン市街の遠景 左に国際機関本部の集積地（ウィーン国際センター）があり、ドナウ川をはさんで旧市街が広がる

ローマ帝国の宿営地ウィンドボナ (Vindobona) をその起源とし、かつてヨーロッパの数か国を支配したハプスブルク家のオーストリア帝国の首都であった。マリア・テレジア女帝時代に栄えた市街は、フランツ・ヨーゼフ1世の治下で整備された。リングと呼ばれる環状道路とその周囲の街区は、ウィーンの近代化を実現するために、19世紀の後半にかつて旧市街を囲んでいたグラシと呼ばれる防御用の空地を利用して造られたものである。シュテファン寺院（シュテファン大聖堂）や旧市街をふくむ歴史地区は、「ウィーン歴史地区」の名称で2001年にユネスコの世界遺産に登録された。ここには旧王宮であるホーフブルク宮殿（現在は大統領官邸や博物館、国立図書館などとして使用）・ウィーン国立歌劇場・ブルク劇場・自然史博物館・美術史美術館、中央駅に近いベルヴェデーレ宮殿などが含まれる。
ウィーンは、そもそもの成り立ちが2つの道が交差するところに生まれた町であった。ドナウ川に沿ってヨーロッパを東西に横切る道と、バルト海とイタリアを結ぶ南北の道（琥珀街道）である。そこはゲルマン系、スラヴ系、マジャール系、ラテン系のそれぞれの居住域の接点にあたり、歴史的に見ても上述のように、紀元前5世紀以降ケルト人の居住する小村であったところにローマ帝国の北の拠点が建設されたのが起源であった。オスマン帝国の隆盛時には西ヨーロッパからみてイスラム勢力圏への入り口にもあたっており、伝統的にも多彩な民族性を集約する都市として栄えた。
その地理上の位置は、かつて共産圏に属した東ドイツのベルリンや東欧スラヴ民族の国家チェコのプラハよりも東であり、第二次世界大戦後の冷戦時代にあっても、国際政治上微妙な位置にあった。
また、都心から南南西方面に離れた場所には、かつてウィーン会議の舞台となった世界遺産のシェーンブルン宮殿がある。これは、レオポルト1世が狩猟用の別荘として建てたものを、マリア・テレジアが離宮として完成させたものである。
現在のウィーンは、国際機関本部の集積地ともなっており、日本政府も在ウィーン国際機関日本政府代表部を置いている。ウィーンに本部を置いている機関は次の通り。
- 国際連合ウィーン事務局 (UNOV)
- 国際原子力機関 (IAEA)
- 国際連合工業開発機関 (UNIDO)
- 包括的核実験禁止条約機構準備委員会 (CTBTO)
- 国連薬物犯罪事務所 (UNODC)
- 石油輸出国機構 (OPEC)
- 欧州安全保障協力機構 (OSCE)
- 国際新聞編集者協会 (IPI)
- 国際ドナウ河保護委員会 (ICPDR)

2017年に発表された「世界の都市総合力ランキング」では、世界14位と評価された。ヨーロッパの都市ではロンドン、パリ、アムステルダム、ベルリン、フランクフルトに次ぐ6位。

## 歴史

### ローマ時代
古代ローマの時代、ウィーンはちょうどローマ帝国の北の境界にあたる位置にあり、ウィンドボナ（bona はケルト語で集落・町）と呼ばれる宿営地が置かれた。これがウィーンの地名の起源と言われている。

### ハプスブルク家の帝都

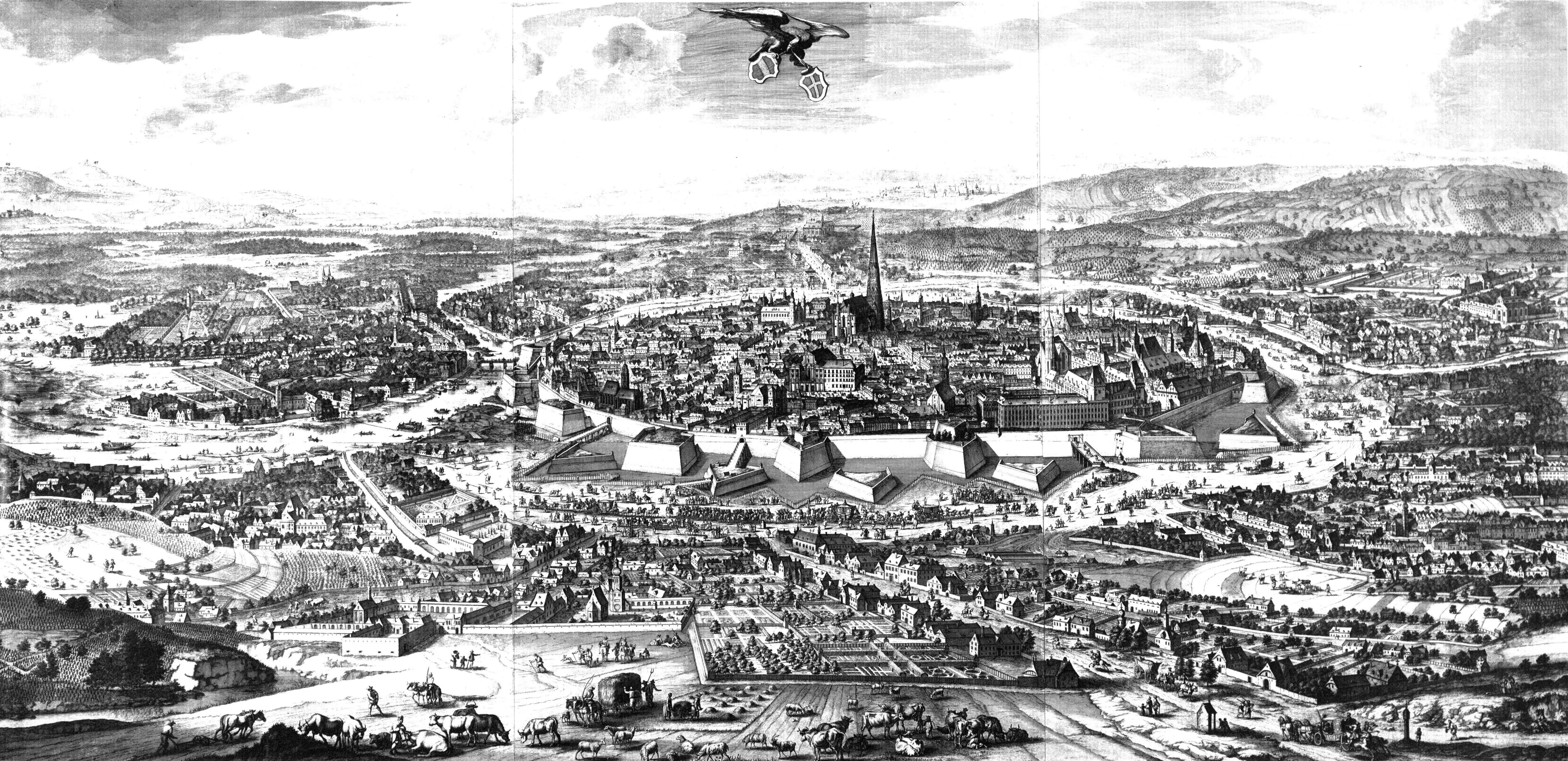
1683年のウィーン

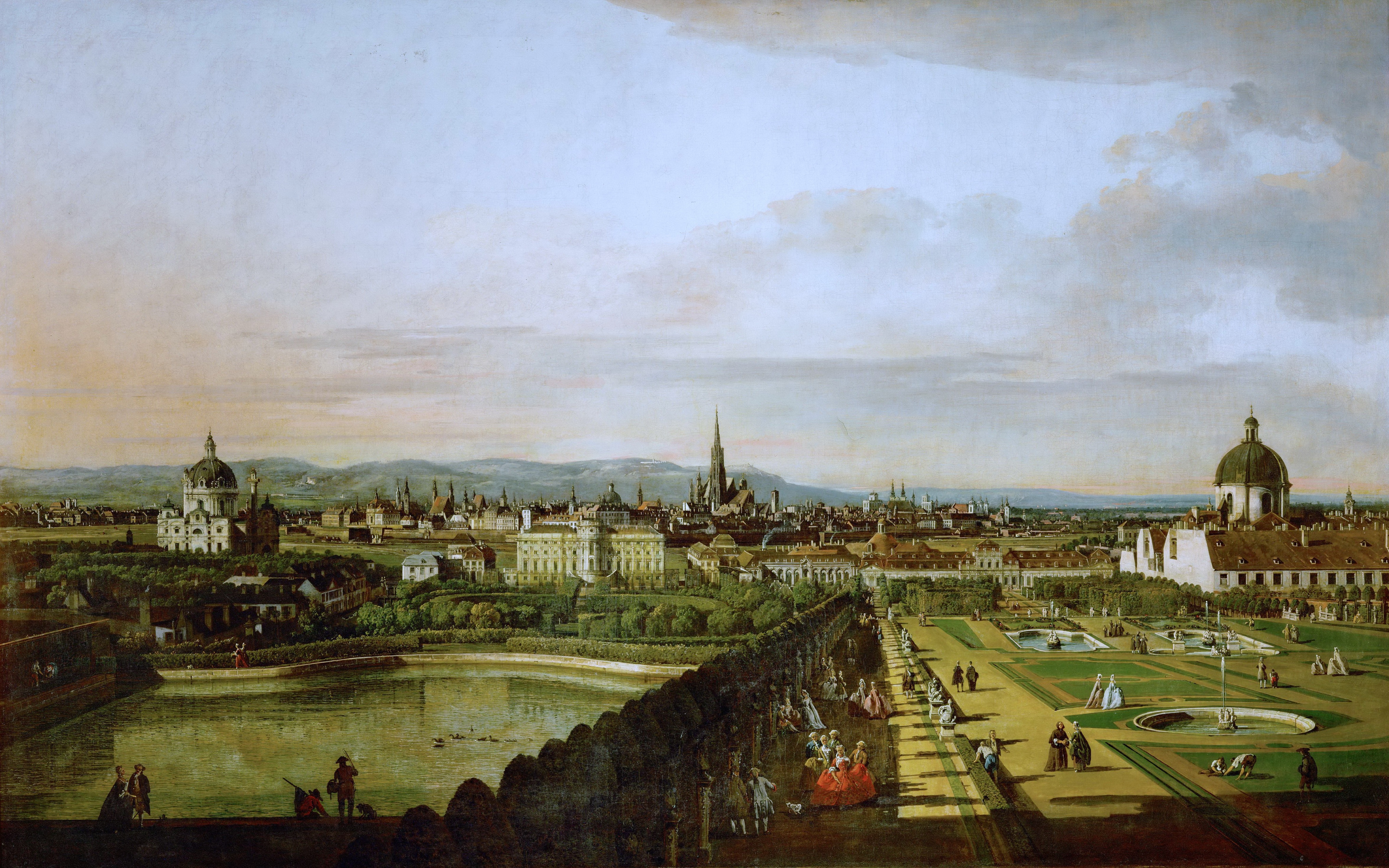
18世紀のウィーン

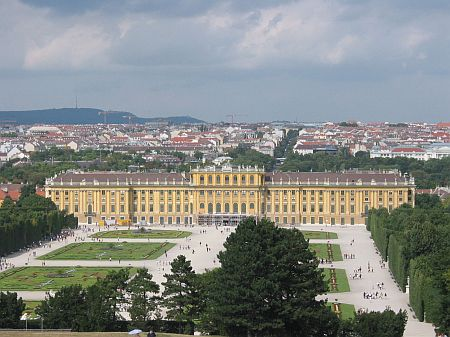
シェーンブルン宮殿

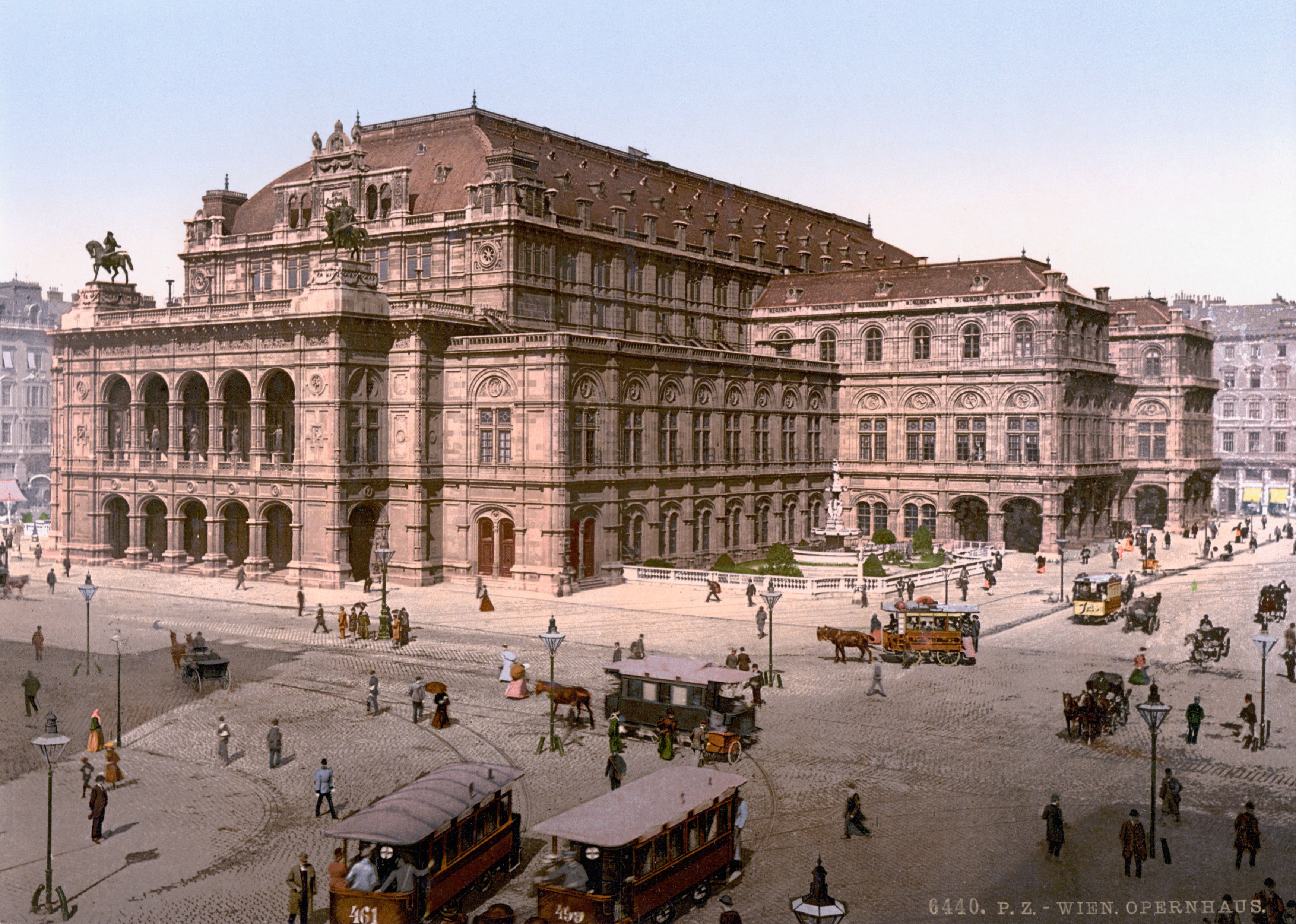
1900年ウィーン国立歌劇場

中世にもドナウ川沿いの交易地であったウィーンが本格的な発展期を迎えたのは、オーストリアを治めていたバーベンベルク家が1155年にクロスターノイブルクからウィーンに遷都したことに起因する。1221年、ウィーンは都市特権を獲得した。1241年、ワールシュタットの戦いやモヒの戦いで勝利を収めたモンゴル帝国軍が郊外まで迫った。バーベンベルク家は13世紀半ばに断絶し、1278年よりオーストリア公となったハプスブルク家の支配下におかれた。14世紀、建設公と称されたルドルフ4世のもとで、ウィーンは大きな発展を遂げた。この時代にシュテファン寺院やウィーン大学が建てられている。やがてハプスブルク家は婚姻政策の成功により16世紀に入るとボヘミアやハンガリーを初めとする多くの王国を相続し、ドイツの神聖ローマ帝国の帝位を独占。16世紀前半にはカール5世のもとヨーロッパ最大のドイツ系の帝国を築くに至る。
ドイツ民族居住地域の東端に位置し、スラヴ文化やマジャール文化の影響も受けると同時にその立地は国防上の難点でもある。1529年のオスマン帝国による第一次ウィーン包囲など、ヨーロッパ全体を震撼させる事件もあった。しかし、ハプスブルク家の支配下で帝都ウィーンでは華やかな貴族文化が栄えていた。1683年にもオスマン帝国による第二次ウィーン包囲を受けたが撃退、17世紀末からは旧市街の王宮ホーフブルクに加え、離宮シェーンブルン宮殿が郊外（現在は市内）に造営された。これが18世紀末から現在に至る「音楽の都ウィーン」の礎となった。18世紀末にはヨーゼフ2世によりウィーン総合病院が開設され、プラーター公園が一般市民に開放されるなど都市環境が改善されていった。
19世紀半ばに産業革命を迎えたウィーンは、農村からの流入により急激に人口が増加した。1869年に63万であったが1910年には203万を数え、当時のヨーロッパではロンドン、パリ、ベルリンと並ぶ都会であった。1873年にはウィーン万国博覧会も開催。皇帝フランツ・ヨーゼフ1世は自ら立案して大規模な都市改造を行い、市壁を撤去し環状道路（リングシュトラーセ）と置き換えた。路面電車が導入され、歴史主義的建造物やモニュメントを街路に面して配した。現在のウィーン旧市街の外観はこの改造に拠っている。
オーストリア＝ハンガリー帝国は多民族国家であり、支配民族であったドイツ人は帝国の人口5千万の25%余りを占めるにすぎなかった。帝国各地からの人口流入により、ウィーンの街ではドイツ語・ハンガリー語・チェコ語・ポーランド語・イディッシュ語・ルーマニア語はもちろんのこと、ロマ語・イタリア語までヨーロッパのあらゆる言語を耳にすることができたと言われる。
帝国各地からあらゆる民族出身の才能が集まり、ウィーン文化はその絶頂期を迎えた。

### 第一次大戦と帝国の崩壊
1914年に始まった第一次世界大戦は1918年にドイツ・オーストリア側の敗北をもって終戦した。ハプスブルク家の帝国は解体し、チェコスロバキア、ハンガリー、ユーゴスラビア、ポーランドなどが次々と独立、ウィーンは経済的困窮に追い込まれる。新しい共和国の首都となったウィーンでは社会主義系の市政が発足し、保守的な地方の農村部からは「赤いウィーン」と呼ばれて、両派の政治的確執は国政全体の不安定へとつながった。また、ほぼドイツ人だけの国となった新オーストリアで、東端に位置しなお濃厚な東欧色を残すウィーンは微妙な立場でもあった。このような時代をウィーンで過ごしたアドルフ・ヒトラーはやがてドイツで独裁者となった。1938年、ヒトラーは母国オーストリアをドイツに併合し（アンシュルス）、ウィーンは約700年ぶりに首都でなくなった。

### 永世中立国の首都として

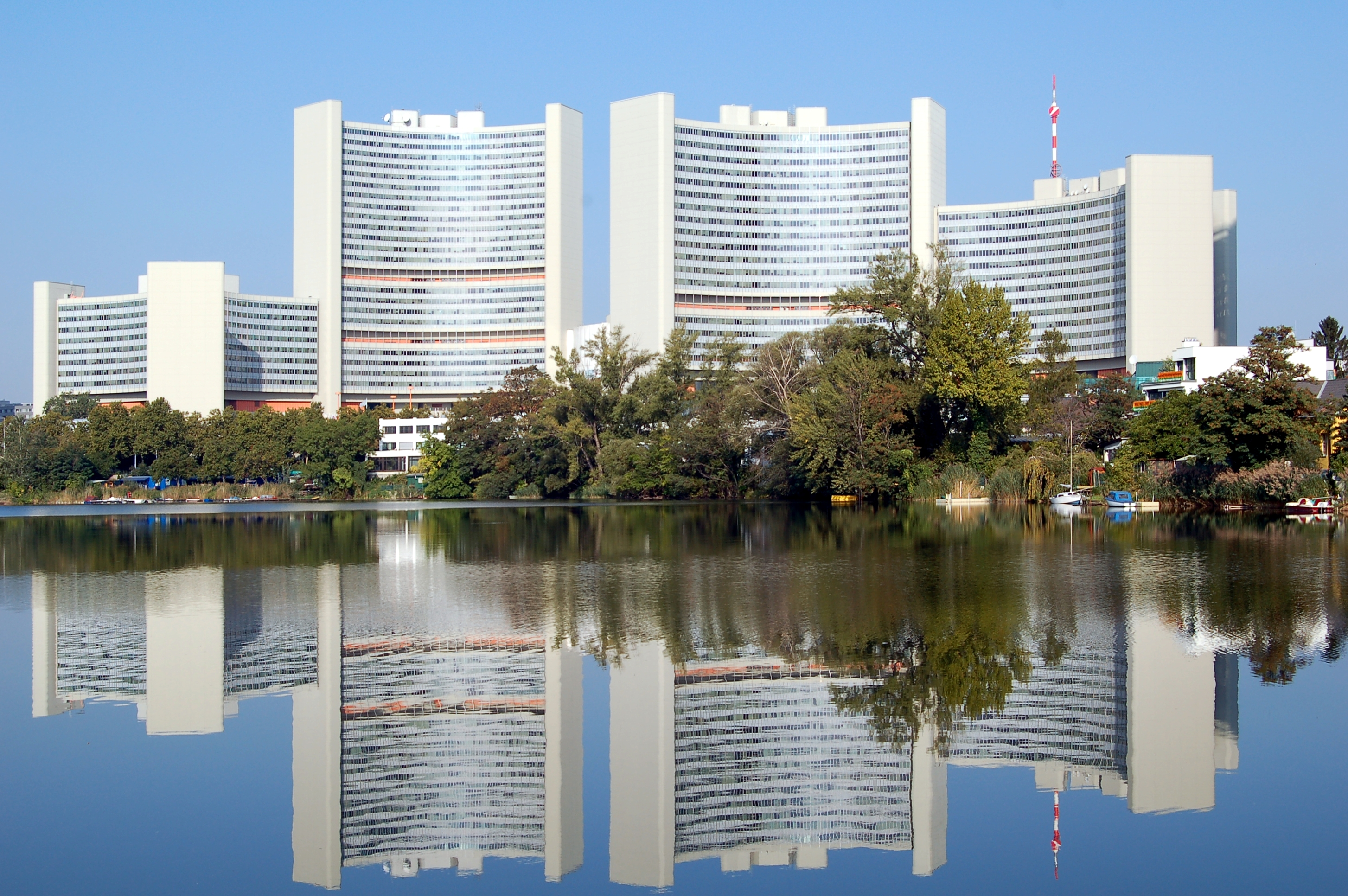
ウィーン国際センター（国連諸機関の入るオフィスビル）

1945年、第二次世界大戦でナチスは崩壊し、ウィーン攻勢でソビエト連邦軍に占領され、その後連合国の合意で米英仏ソ四か国の共同占領下に置かれた。1949年の映画『第三の男』は、この時代のウィーンの雰囲気をよく伝えている。
1955年、オーストリア国家条約の締結によりオーストリアは主権国家として独立を回復した。旧ハプスブルク帝国の継承国家のほとんどが共産圏に組み込まれる中で、オーストリアでは共産党が国民の支持を得られず、経済的には西側との関係を保ったまま永世中立国として歩むことになった。
ブルーノ・クライスキー首相は、ウィーン国際センターの建設を提案し、ウィーンをニューヨーク、ジュネーヴに次ぐ第3の国連都市にすることに成功した。ウィーンは国際連合ウィーン事務局として数々の国際機関の所在地となった。しかし鉄のカーテンにより、かつての後背地であった東欧を失ったウィーンの人口は、ゆるやかに減少を続けた。人口100万人以上の大都市のうち、20世紀を通し、人口が減少したのはウィーンだけである。

### 現代のウィーン
1989年のベルリンの壁崩壊は、中欧におけるウィーンの持つ価値を蘇らせた。150万人を切っていた人口は特に外国からの流入により再び増加傾向にあり、2030年ごろには再び200万人の大台を回復すると予想されている。これは2004年に中東欧8か国が欧州連合に加盟したのに加えて、2007年にはルーマニアとブルガリア、2013年にはクロアチアが加盟、今後もセルビアをはじめとするバルカン諸国の加盟が見込まれるからである。
ウィーンには中東欧の経済的中枢として多くの多国籍企業が進出するようになったが、旧共産圏諸国のインフラが整うにつれて、企業の拠点としてプラハやブダペストなどとの競合も厳しくなっている。このため2005年に法人税などが引き下げられた。
ウィーン市はバイオテクノロジー産業の育成に注力しており、Vienna Biocenter などを積極的に整備している。またウィーンに拠点を置く金融機関が活発な買収を通じて中東欧での業務を拡大しており、中東欧における金融の中心としての地位をワルシャワと競っている。他方、観光も相変わらずウィーンの重要産業である。ICCAによる2016年の国際会議の開催件数では、パリに次ぎ世界第2位であった。

## 人口統計
現在ウィーンの人口はおよそ195万人で欧州連合の5番目に大きな都市である。ウィーンは国際的な都市でおよそ70万人（およそウィーン人口40％）がオーストリア国籍を有していない。ウィーンで一番多い外国籍はセルビア人であり、その数はおよそ1万人。オーストリア＝ハンガリー帝国の時代からセルビア人は多く、ユーゴスラビア紛争後、セルビア人はさらに増えた。ウィーンはセルビア国外で最大のセルビア人コミュニティが形成されている。ウィーンはその他バルカン半島からの人が多く、主にボスニア人、ルーマニア人、ハンガリー人が存在し、イスラム教信者（主にトルコ人、シリア人）の数も多い。 ウィーンは1840年代人口50万を超え、1870年代100万、1910年200万を超えた。ウィーンはロンドンとベルリンと共に世界で最初に人口100万人を到達した都市の一つ。戦争の原因で人口が減少したが、今ウィーンは大幅に人口が増加する都市の一つである。

## 地理

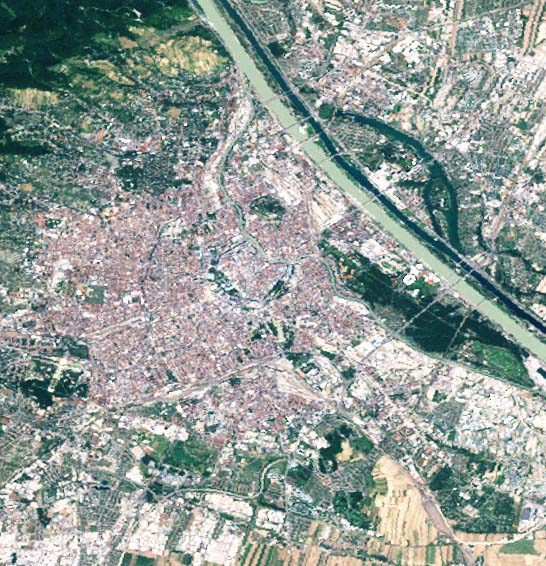
ウィーンの衛星写真 中央上から右中央に流れるのがドナウ川。画面中央部に向かってドナウ川から分かれる細い流れがドナウ運河。画面中央部にドナウ運河を左側に位置するのがウィーン旧市街である（ランドサット映像）

### 川と運河
市の中央を、北西から南東にかけてドナウ川が横切っている。かつては氾濫を繰り返したこの川は、19世紀に大規模な治水工事が行われたことでまっすぐな姿になった。旧市街に接してドナウ運河が流れており、こちらをドナウ川であると誤解する観光客も多い。ウィーン市街はドナウ右岸を中心に発展してきたが、左岸は地下鉄の延長工事が進行中で、新興住宅地として人口が増加している。

### 森林と公園
市西部はウィーンの森として知られる森林地帯になっている。散策路が縦横無尽に走っており、市民の憩いの場になっている。13区にあるラインツ動物園内には皇帝の別荘ヘルメスヴィラがあり、市民に開放されている。
元皇室の料地でヨーゼフ2世が一般市民に開放したプラーター公園があり、公園内には映画『第三の男』にも登場した観覧車がある。

### 墓地
ウィーン中央墓地は、帝国崩壊前に人口400万を想定して建設された巨大な墓地である。著名な作曲家の墓は一か所に集められており、訪れる日本人も多い。ウィーン市が所有しており、全て分譲ではなく賃貸である。
サンクト・マルクス墓地にはモーツァルトが埋葬されているが、遺骨は所在不明のため、中央墓地に墓碑がある。グスタフ・マーラーの墓は中央墓地ではなく、妻アルマの実家に近い19区のグリンツィング墓地にある。

## 気候
ウィーンの気候はケッペンの気候区分によれば、西岸海洋性気候と湿潤大陸性気候（亜寒帯湿潤気候）の変わり目に位置する。夏は適度な暑さで、平均気温は22 - 26℃の範囲で経過。最高気温は30℃を超えることもあり、最低気温は15℃位である。冬は比較的寒く、平均気温は氷点下付近まで下がる。12月から3月にかけては降雪も見られる。春や秋はさわやかで、穏やかに経過する。
年間平均降水量は620 mm程度。ウィーンの森がある西側は市内で降水量が多い場所で、年平均降水量が700 - 800 mmになる。平坦な東側は年平均降水量が500-550 mmと、市内では乾燥した区域である。
| ウィーンの気候                                          | ウィーンの気候 | ウィーンの気候 | ウィーンの気候 | ウィーンの気候 | ウィーンの気候 | ウィーンの気候 | ウィーンの気候 | ウィーンの気候 | ウィーンの気候 | ウィーンの気候 | ウィーンの気候 | ウィーンの気候 | ウィーンの気候 |
| 月                                                      | 1月            | 2月            | 3月            | 4月            | 5月            | 6月            | 7月            | 8月            | 9月            | 10月           | 11月           | 12月           | 年             |
| ------------------------------------------------------- | -------------- | -------------- | -------------- | -------------- | -------------- | -------------- | -------------- | -------------- | -------------- | -------------- | -------------- | -------------- | -------------- |
| 最高気温記録 °C （°F）                                  | 16.7 (62.1)    | 19.1 (66.4)    | 25.5 (77.9)    | 27.8 (82)      | 30.7 (87.3)    | 35.9 (96.6)    | 36.0 (96.8)    | 37.0 (98.6)    | 31.1 (88)      | 26.4 (79.5)    | 20.8 (69.4)    | 16.1 (61)      | 37.0 (98.6)    |
| 平均最高気温 °C （°F）                                  | 2.9 (37.2)     | 5.1 (41.2)     | 10.3 (50.5)    | 15.2 (59.4)    | 20.5 (68.9)    | 23.4 (74.1)    | 25.6 (78.1)    | 25.4 (77.7)    | 20.3 (68.5)    | 14.2 (57.6)    | 7.5 (45.5)     | 4.0 (39.2)     | 14.5 (58.1)    |
| 日平均気温 °C （°F）                                    | 0.1 (32.2)     | 1.6 (34.9)     | 5.7 (42.3)     | 10.0 (50)      | 15.2 (59.4)    | 18.2 (64.8)    | 20.2 (68.4)    | 19.8 (67.6)    | 15.3 (59.5)    | 9.9 (49.8)     | 4.6 (40.3)     | 1.5 (34.7)     | 10.2 (50.4)    |
| 平均最低気温 °C （°F）                                  | −2.0 (28.4)    | −0.9 (30.4)    | 2.4 (36.3)     | 5.8 (42.4)     | 10.5 (50.9)    | 13.5 (56.3)    | 15.4 (59.7)    | 15.3 (59.5)    | 11.7 (53.1)    | 7.0 (44.6)     | 2.4 (36.3)     | −0.5 (31.1)    | 6.7 (44.1)     |
| 最低気温記録 °C （°F）                                  | −19.6 (−3.3)   | −17.2 (1)      | −15.3 (4.5)    | −2.7 (27.1)    | 1.0 (33.8)     | 4.8 (40.6)     | 8.4 (47.1)     | 7.0 (44.6)     | 3.1 (37.6)     | −4.5 (23.9)    | −9.6 (14.7)    | −18.1 (−0.6)   | −19.6 (−3.3)   |
| 降水量 mm （inch）                                      | 37.2 (1.465)   | 39.4 (1.551)   | 46.1 (1.815)   | 51.7 (2.035)   | 61.8 (2.433)   | 70.2 (2.764)   | 68.2 (2.685)   | 57.8 (2.276)   | 53.5 (2.106)   | 40.0 (1.575)   | 50.0 (1.969)   | 44.4 (1.748)   | 620.3 (24.422) |
| 降雪量 cm （inch）                                      | 18.6 (7.32)    | 15.6 (6.14)    | 8.3 (3.27)     | 1.5 (0.59)     | 0.0 (0)        | 0.0 (0)        | 0.0 (0)        | 0.0 (0)        | 0.0 (0)        | 0.0 (0)        | 7.9 (3.11)     | 16.4 (6.46)    | 68.3 (26.89)   |
| 平均降水日数 （≥1.0 mm）                                | 7.3            | 7.6            | 8.3            | 7.5            | 8.5            | 9.1            | 9.0            | 8.0            | 7.0            | 6.0            | 8.3            | 8.2            | 94.8           |
| 平均降雪日数 （≥1.0 cm）                                | 13.9           | 10.0           | 4.0            | 0.4            | 0.0            | 0.0            | 0.0            | 0.0            | 0.0            | 0.0            | 2.7            | 8.3            | 39.3           |
| 平均月間日照時間                                        | 60.9           | 90.1           | 131.5          | 173.8          | 228.0          | 222.8          | 241.8          | 239.2          | 167.6          | 131.2          | 65.5           | 52.0           | 1,804.4        |
| 出典：Central Institute for Meteorology and Geodynamics |                |                |                |                |                |                |                |                |                |                |                |                |                |

## 政治

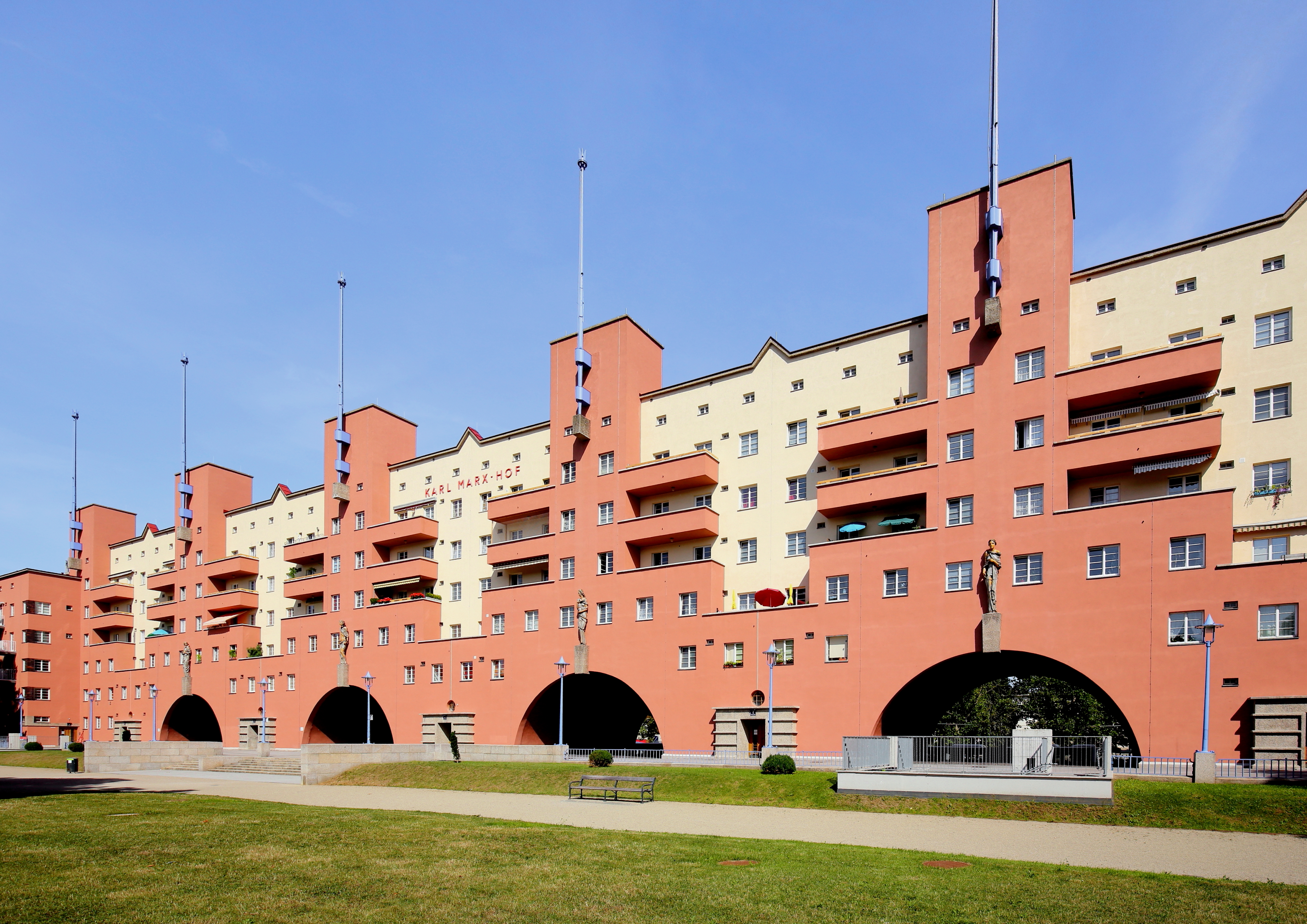
「カール・マルクス・ホーフ」と呼ばれる市営住宅は戦間期の「赤いウィーン」の代表的建築物である

ウィーンの行政区画

ウィーンは市であると同時に連邦州である。伝統的にオーストリア社会民主党 (SPÖ) の牙城であり、市議会でも定数100のうち46議席を確保し、第一党となっている。市長（＝州首相）は直接選挙ではなく市議会で選ばれ、2018年5月24日からミヒャエル・ルートヴィヒである。
元市長のヘルムート・ツィルクは、映画『男はつらいよ 寅次郎心の旅路』に出演するなど親日家であった。

### 日本との姉妹・友好都市関係
- 1区（インネレシュタット）- 東京都台東区
- 9区（アルザーグルント）- 兵庫県宝塚市
- 12区（マイドリング）- 岐阜県岐阜市
- 13区（ヒーツィング）- 大阪府羽曳野市
- 17区（ヘルナルス）- 東京都府中市
- 19区（デープリング）- 東京都世田谷区
- 21区（フローリツドルフ）- 東京都葛飾区
- 22区（ドナウシュタット）- 東京都荒川区

## 経済
2008年、プライスウォーターハウスクーパースが公表した調査によると、ウィーンの都市GDPは1,220億ドルであり、世界第50位である。金融業、観光業が盛んで、オーストリアの国内総生産の約5分の1を占める。1921年に始まり2年に1度開かれているウィーン見本市は、中央ヨーロッパの経済活動に重要な役割をはたしている。第二次世界大戦後のウィーンを特色づけるのは、外国人観光客の増加である。

## 交通

### 空港
ウィーン国際空港（空港コードVIE）

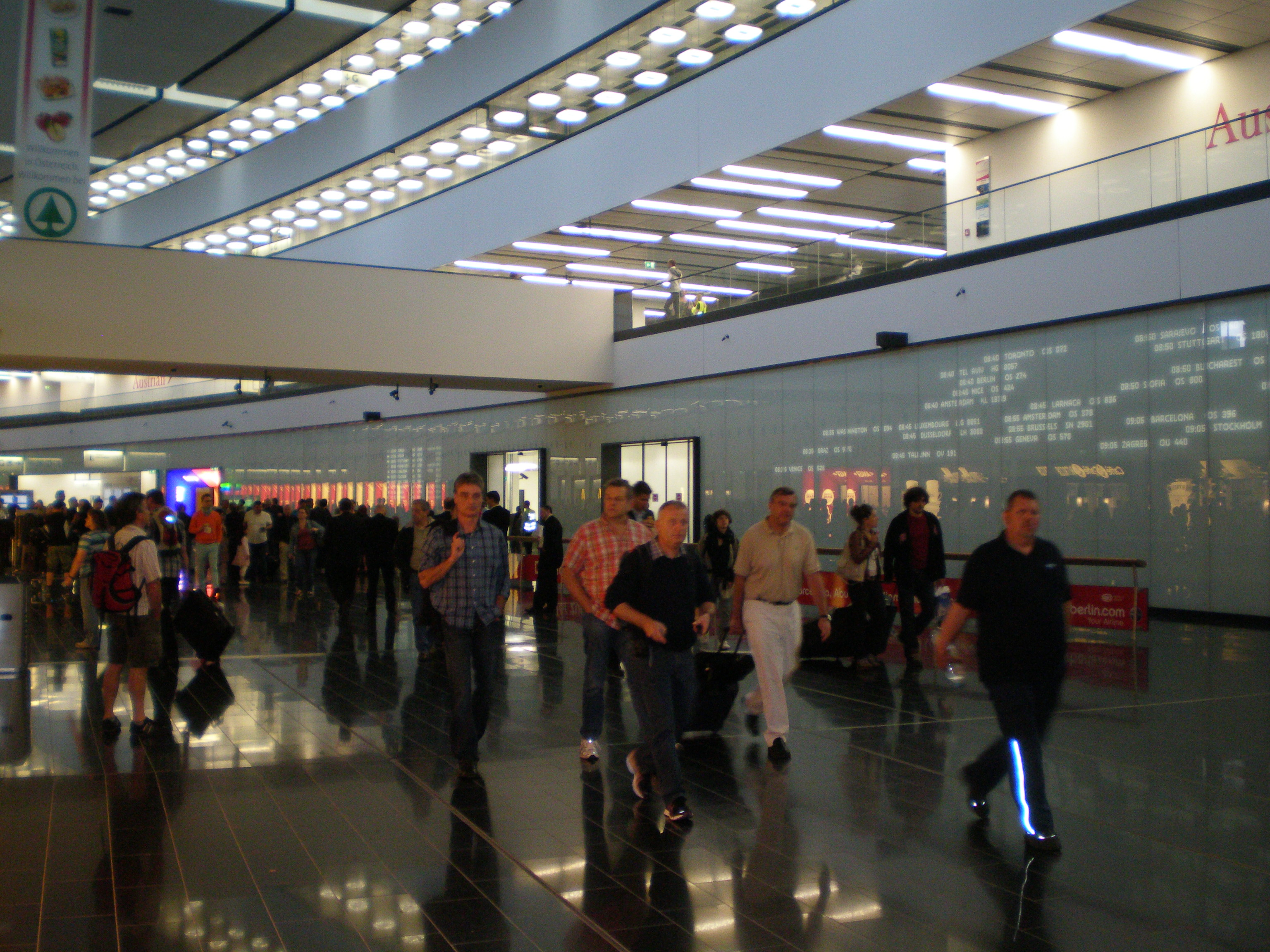
ウィーン国際空港

都心から東南東に約20キロメートル離れた、ドナウ川沿いのニーダーエスターライヒ州シュヴェヒャートにある国際空港。オーストリア航空グループ、ニキ航空、ユーロウイングスがこの空港をベースに多くの路線を開設している。2015年の利用者数は2,277万5,044人。冷戦期には小さな空港であったが、その後は西欧と東欧、中東を結ぶハブ空港として大きく成長している。フランクフルト空港を凌ぎ、最も多くの東欧路線をもつ空港である。1980年代前半から、成田国際空港との間でオーストリア航空によって直行便が運行されているが、円安や団体ツアー客増加による不採算性により、2016年9月4日をもって運航を休止したが、2018年5月にオーストリア航空が運行を再開、ANAも2019年2月より羽田空港発着で運行を開始した。
Sバーン(国営鉄道)によってウィーン市内と結ばれている。2009年には新しい空港駅とウィーン・ミッテ駅をノンストップ16分で結ぶCAT(City Airport Train)が開業した。またリムジンバスがウィーン西駅・中央駅や、スロバキア、ハンガリー、チェコなどを結んでいる。2015年にはリンツ方面からの長距離列車が中央駅経由で乗り入れを開始した。

### 高速道路
西方のリンツやザルツブルク、そしてドイツ方面を結ぶA1と、南のグラーツやイタリア、スロベニア方面を結ぶA2は冷戦期に既に開通していた。1990年代になり、ウィーン国際空港まで開通していたA4がブダペストまで延伸された。またA4から分岐してブラチスラヴァに至るA6が2007年に開通した。
2004年のEU拡大にともない、新規加盟国からの通過車両が増え、市内のA23では渋滞が激しくなっていたが、A4とA2を結ぶ環状道路の役割をもつS1が2006年4月に供用開始され、リンツおよびグラーツ方面からウィーン空港、ブダペスト方面へ渋滞なしに行けるようになった。
ブルノ方面への高速道路A5は2010年2月にシュリック (Schrick) まで部分開通、併せて環状線S1の北部区間も開通した。2013年にA5のチェコ国境までの開通が予定されている。
オーストリアの高速道路は、料金所をもたない。自家用車はヴィネット (Vignette) と呼ばれる有効期限のあるシールを購入して貼らなければならないが、その価格は年間72ユーロと割安である。2か月有効や、10日有効のものもある。貼らないで走行しているところを見つかると高額の罰金を徴収される。トラックについては車両に積載された装置により走行キロ数に応じて料金を徴収するシステムになっている。

### 鉄道

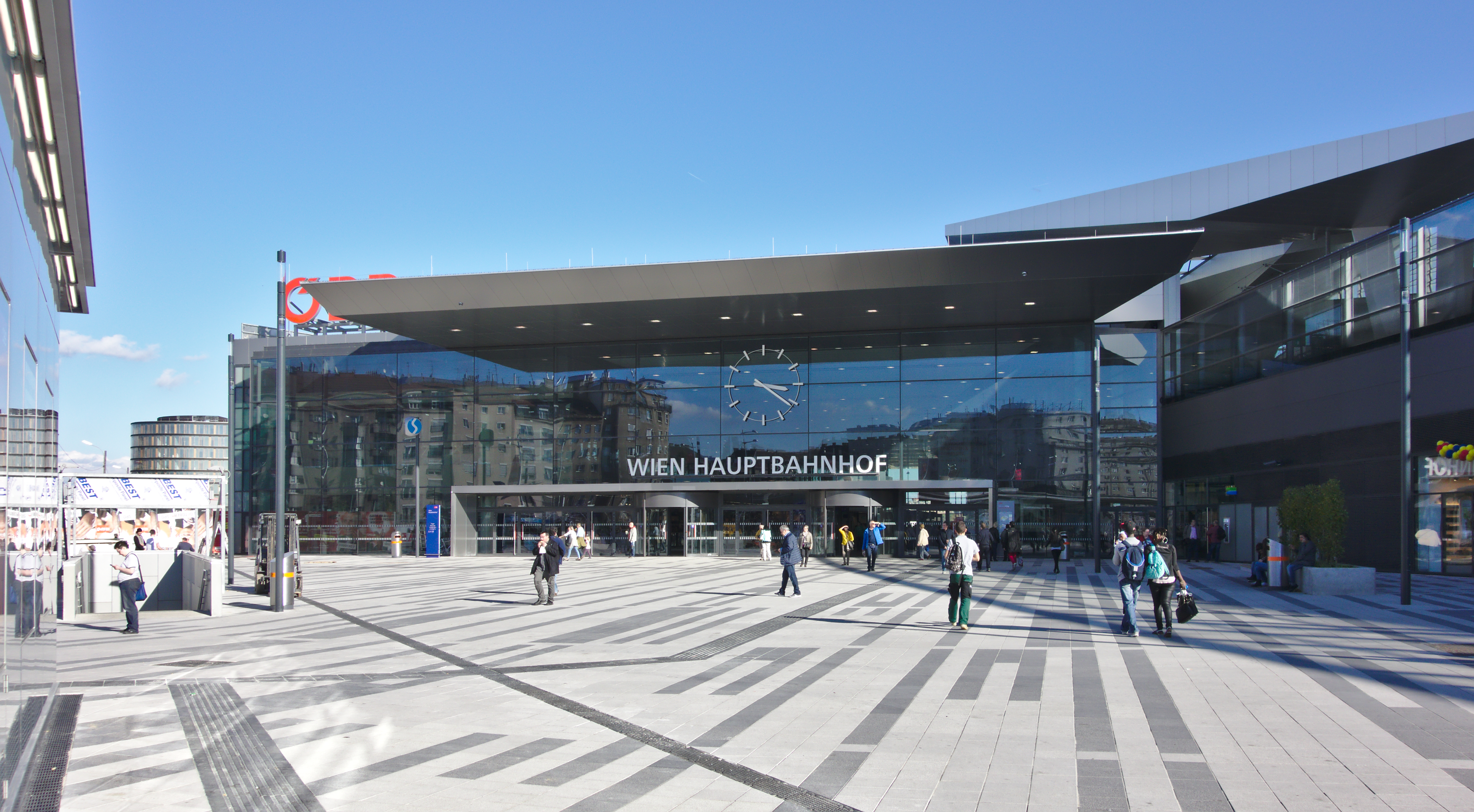
ウィーン中央駅

主要幹線はオーストリア連邦鉄道 (ÖBB) により運行されているが、民間の鉄道会社ウェストバーンもウィーンからザルツブルク方面に列車を運行している。
かつてウィーンからは帝国の各方面にむけて個別に鉄道が敷かれたため、パリやロンドンなどに見られるようにターミナル駅が分散しているが、これは現代の国際的な旅客移動を考えると合理的ではなかった。例えばドイツ方面から東欧方面に乗り継ぐためには、西駅から南駅に路面電車で移動しなければならなかった。また、南駅も構内で東駅と南駅に分かれており、イタリア方面から東欧方面には直通できない構造になっていた。このため、全ての国際列車が発着する中央駅が建設されることになり、2012年末に暫定開業、2015年に全面完成をみた。周辺は再開発されオフィスビルや住宅、緑地、学校、商店などを含む複合施設街区が誕生した。
西駅からリンツ・ザルツブルク方面へ向かうオーストリア西部鉄道はEUからTrans european network (TEN) の指定を受けた路線であり、パリ - ミュンヘン - ウィーン - ブダペストを結ぶ欧州の背骨である。このため、高規格路線化の工事が順次進められている。2008年末の新車両の導入により最高速度200 km/hで運行されている。ラインツ・トンネルの工事完成後は、中央駅を経由しリンツ方面からウィーン国際空港まで列車が乗り入れるようになった。
また、ポーランド南部まで延びている軌間の広いシベリア鉄道をウィーンまたはブラチスラヴァまで延長し、ドナウ川の水運を利用してヨーロッパ各地までアジアからの貨物を運ぶ計画が進行中である。
市内の主要駅は以下の通り。
- ウィーン西駅 (Westbahnhof)：ドイツ、スイス、リンツ、ザルツブルク、インスブルック方面。地下鉄U6・U3が発着。市内最大の商店街であるマリアヒルファー通りに近い。
- ウィーン中央駅 (Hauptbahnhof)：2015年に全面開業し、全ての国際列車、優等列車がこの駅に停車するようになった。
- ウィーン・ミッテ駅 (Wien Mitte)：Sバーンの主要路線および、地下鉄U4・U3, 空港特急CATが発着し、チェックイン設備もある。地下鉄を含めた1日の発着列車数がオーストリア国内で最も多い駅である。
- ウィーン・マイドリング駅 (Wien Meidling)：ウィーン中央駅が開業するまでの間、南駅の機能は主にこの駅に移されていた。U6やWiener Lokalbahn, 路面電車62などが通じている。ウィーン西方面からウィーン中央駅に向かう列車はすべてウィーン・マイドリング駅にも停車する。

### 市内交通

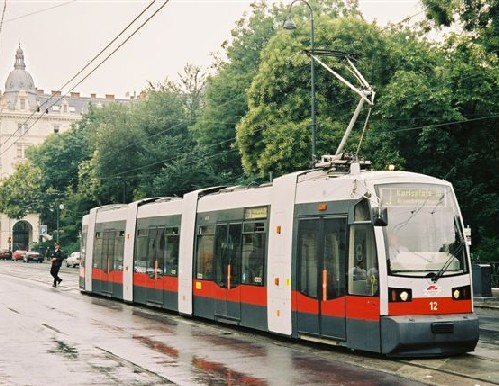
ウィーンの路面電車 段差18 cmで世界一床が低いためUltra Low Floor tram (ULF) と呼ばれる

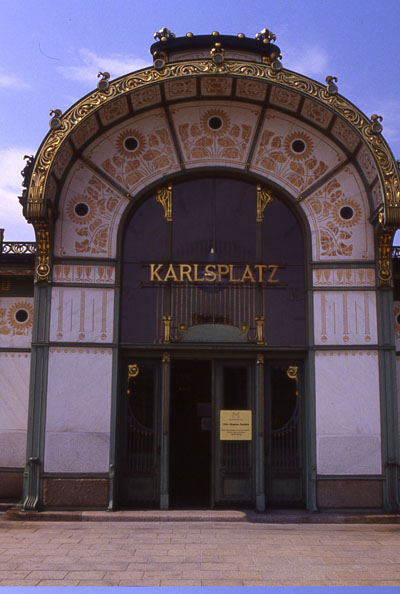
カールスプラッツ駅舎（オットー・ワグナー設計）

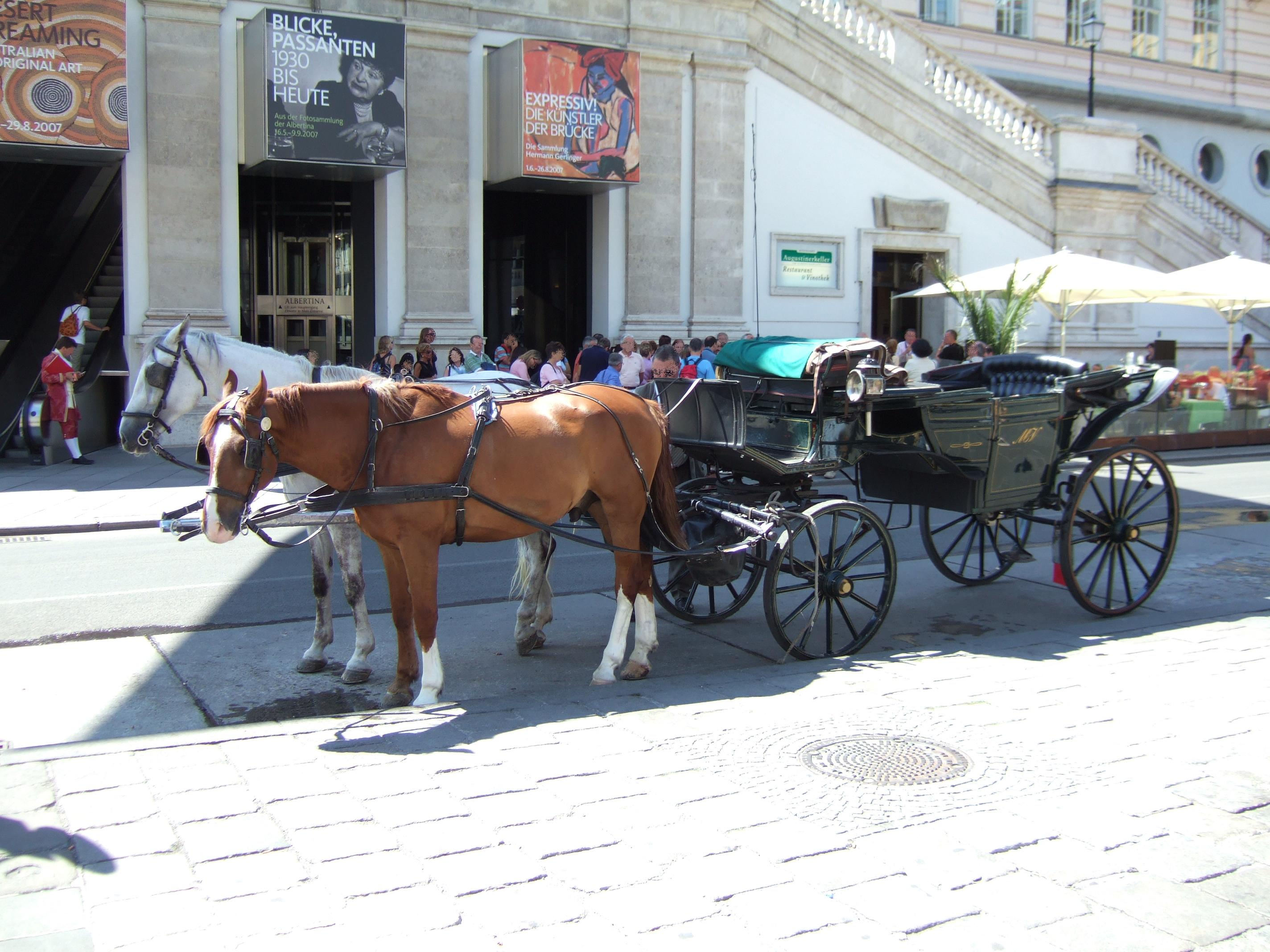
フィアカー（観光馬車）

市内にはウィーン地下鉄とウィーンSバーン（近郊電車）、ウィーン市電およびバス路線がくまなく走っている。地下鉄と路面電車はウィーン市交通局が運営している。かつてウィーンは地下鉄の整備が遅れていたため、世界最大の路面電車王国であったが、地下鉄の整備も進み、路面電車は地下鉄の補完的な役割になりつつあるが、それでもなお市交通局の路線総延長は188 km, 路線系統は32系統と、大規模なネットワークを抱える。路面電車の車両はバリアフリーの超低床車（写真）が順次導入されている。これは通称ULFと称し、世界一の超低床である。ポルシェ社のデザインで、21区にあるシーメンス工場で製作されたものである。また、オーストリア政府の支援のもと貨物輸送を行っており、ウィーン市交通局の車両工場と車庫を結ぶ部品配給用の事業用列車が運行されている。2006年にはそれに加え、試験的ながらULFを使用して、クリスマスシーズンのショッピング小荷物の配送を請け負った実績を残している。ウィーン国立歌劇場横にあるオーパー停留所では、保養地であるバーデンまでの間を結ぶウィーン地方鉄道の電車が乗り入れてくる光景が見られる。
地下鉄はU1・U2・U3・U4・U6の5路線であり、このうちU4とU6は19世紀末のシュタットバーン (Stadtbahn) を1970年代末に地下鉄として改築・再利用したもの（一部区間は延伸）であり、建築家オットー・ワーグナーの手になる建築・インフラ群が多く使用されている。他の3路線は1980年以降に新たに開通したものである。
2006年9月にはU1が北にレオポルダウ (Leopoldau) まで、2008年5月にはU2が翌月開催されたサッカー欧州選手権決勝の会場であるスタジアムまで延伸された。2010年には更にドナウ川を超え、22区のアスペルンシュトラーセ (Aspernstraße) まで延長された。昔の飛行場跡地であるフルークフェルト・アスペルン (Flugfeld Aspern) には新しいニュータウン「セーシュタット・アスペルン」(Seestadt Aspern) が建設中で、2013年にはU2がさらにここまで延伸された。U1が南部オーバーラー (Oberlaa) へ延伸工事中で、2017年の開業を予定している。
欠番となっているU5の建設計画も決定した。既存のU2の一部（カールスプラッツ方面 - ラートハウス）をU5に転換し、それをさらに北西部に向けて延伸するものである。延伸第一期はフランクープラッツ (Frankuhplatz) まで、第二期はAKHでU6と接続し、エルターラインプラッツ (Elterleinplatz) に至る。 U2は第一期はラートハウスから南進し、繁華街のノイバウガッセ (Neubaugasse) でU3と、ピルグラムガッセ (Pilgramgasse) でU4と、マッツラインスドルファープラッツ (Matzleinsdorferplatz) でSバーンと接続させる。第二期はさらにヴィーナーベルク (Wienerberg) のビジネスパークに至るという計画である。第一期の完成は2023年を予定している。
ウィーン郊外とウィーン市内を結ぶSバーンは増強計画があり、郊外からの通勤者が鉄道を利用するように、老朽化した駅を改築するなどの措置がとられている。また、地下鉄の終着駅付近を中心にパークアンドライド施設の整備が進められており、安い料金で丸一日駐車をすることができる。長期契約もある。

## 観光

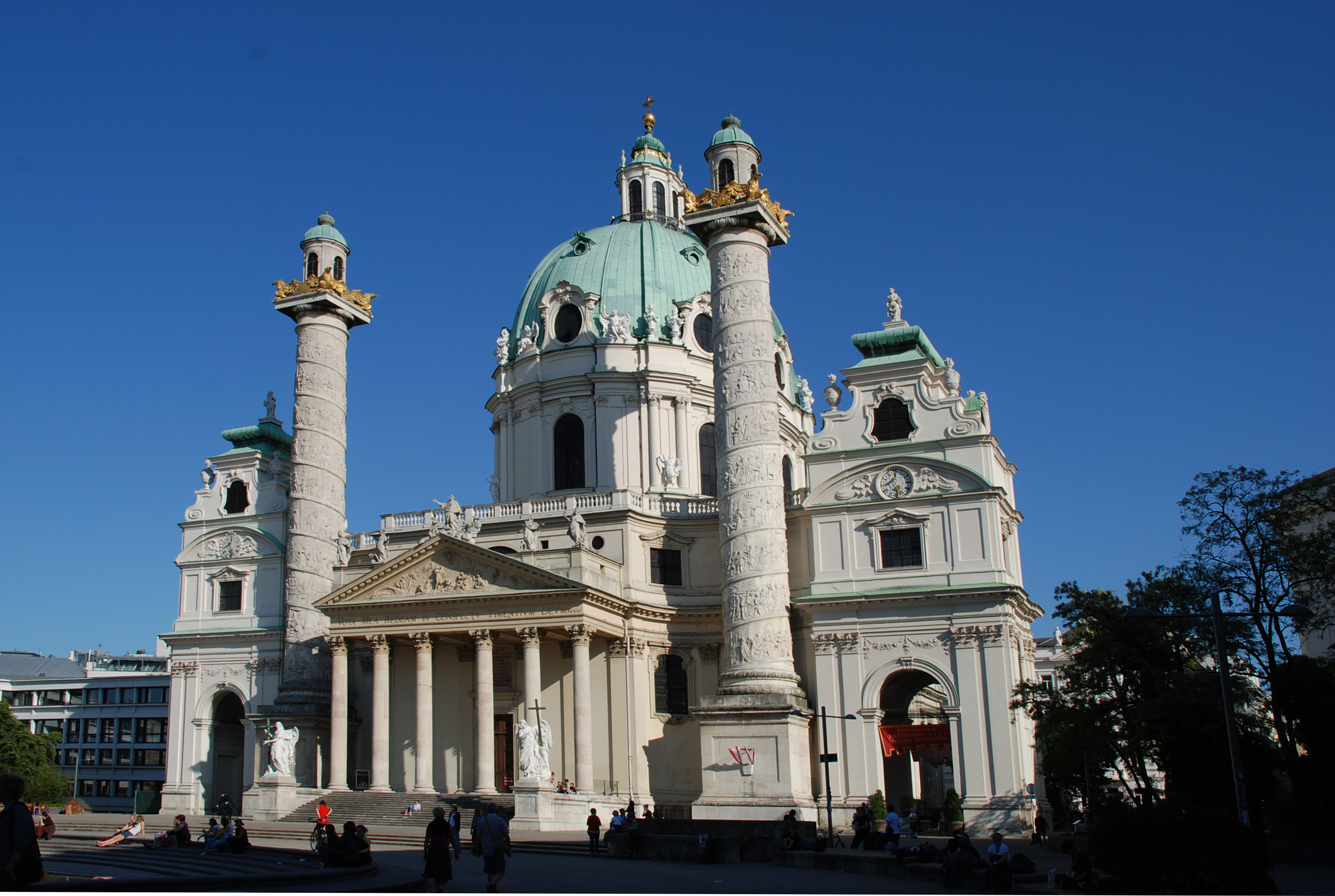
カールス教会

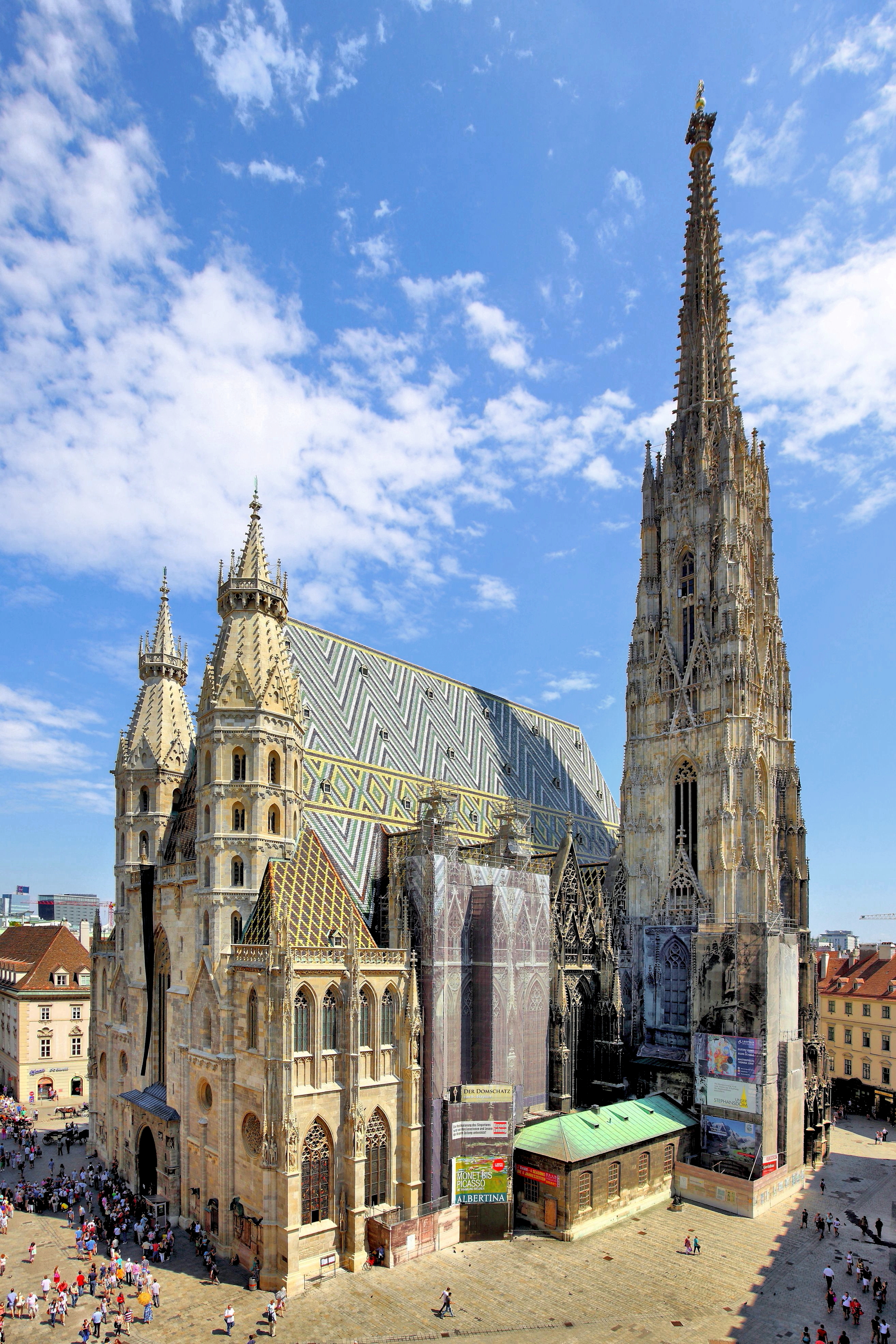
シュテファン大聖堂

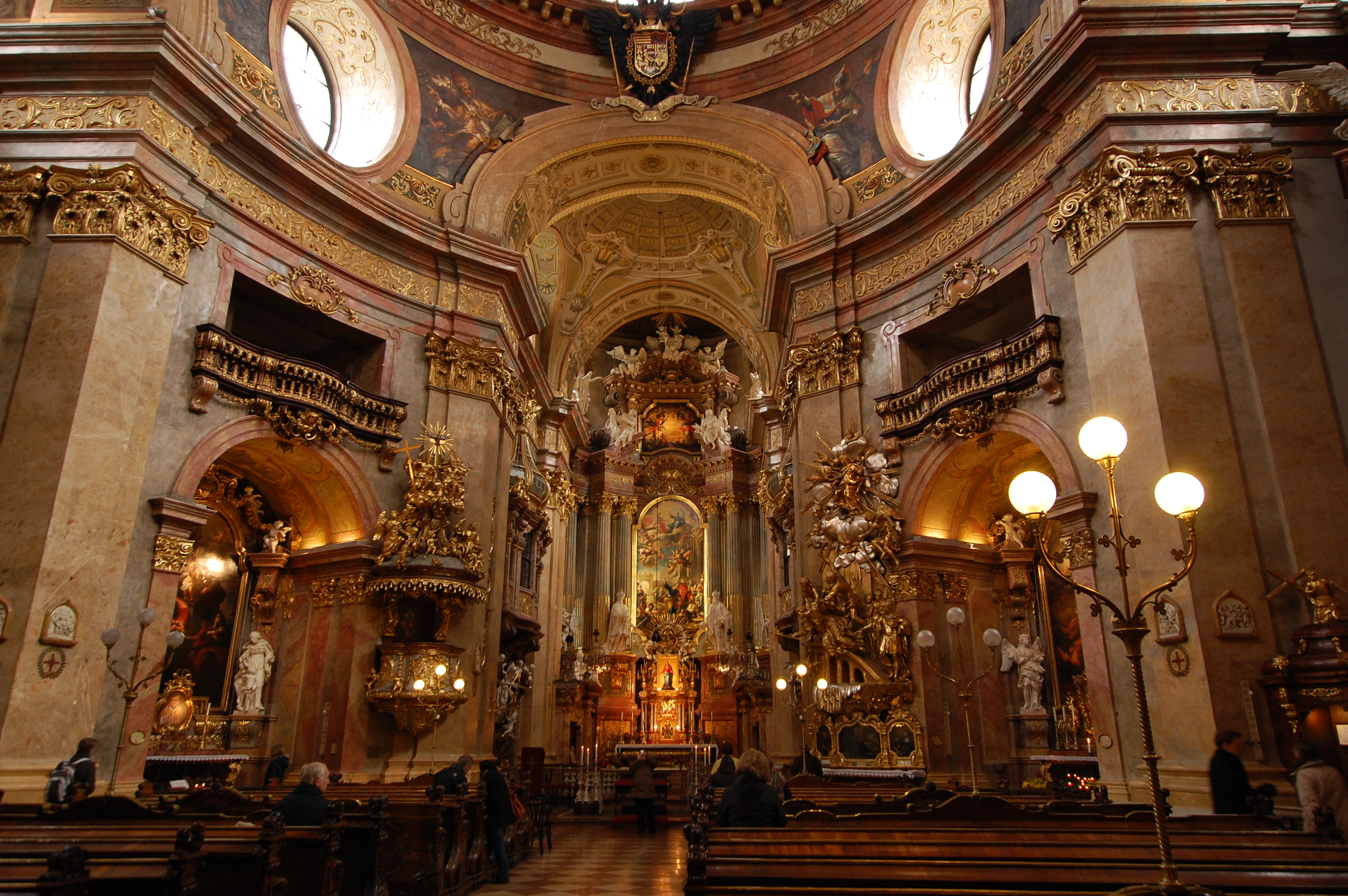
ペーター教会

宮廷文化の栄えたウィーンは18世紀末から20世紀初頭にかけて、数々の大作曲家の活躍の舞台となった。
また、かつては世界屈指の学問の都であり、特に19世紀末から20世紀初頭にかけて多くの先端的な業績を生み出したほか、カールス教会など建築分野でも傑作が存在する。

### 宮殿、大聖堂
- シェーンブルン宮殿
- ベルヴェデーレ宮殿
- ホーフブルク宮殿
- カールス教会
- シュテファン大聖堂
- ヴォティーフ教会
- ペーター教会
- 聖ミヒャエル教会

### 劇場
- ブルク劇場 ドイツ語圏で最高の格式を誇るとされる劇場

### カフェハウス

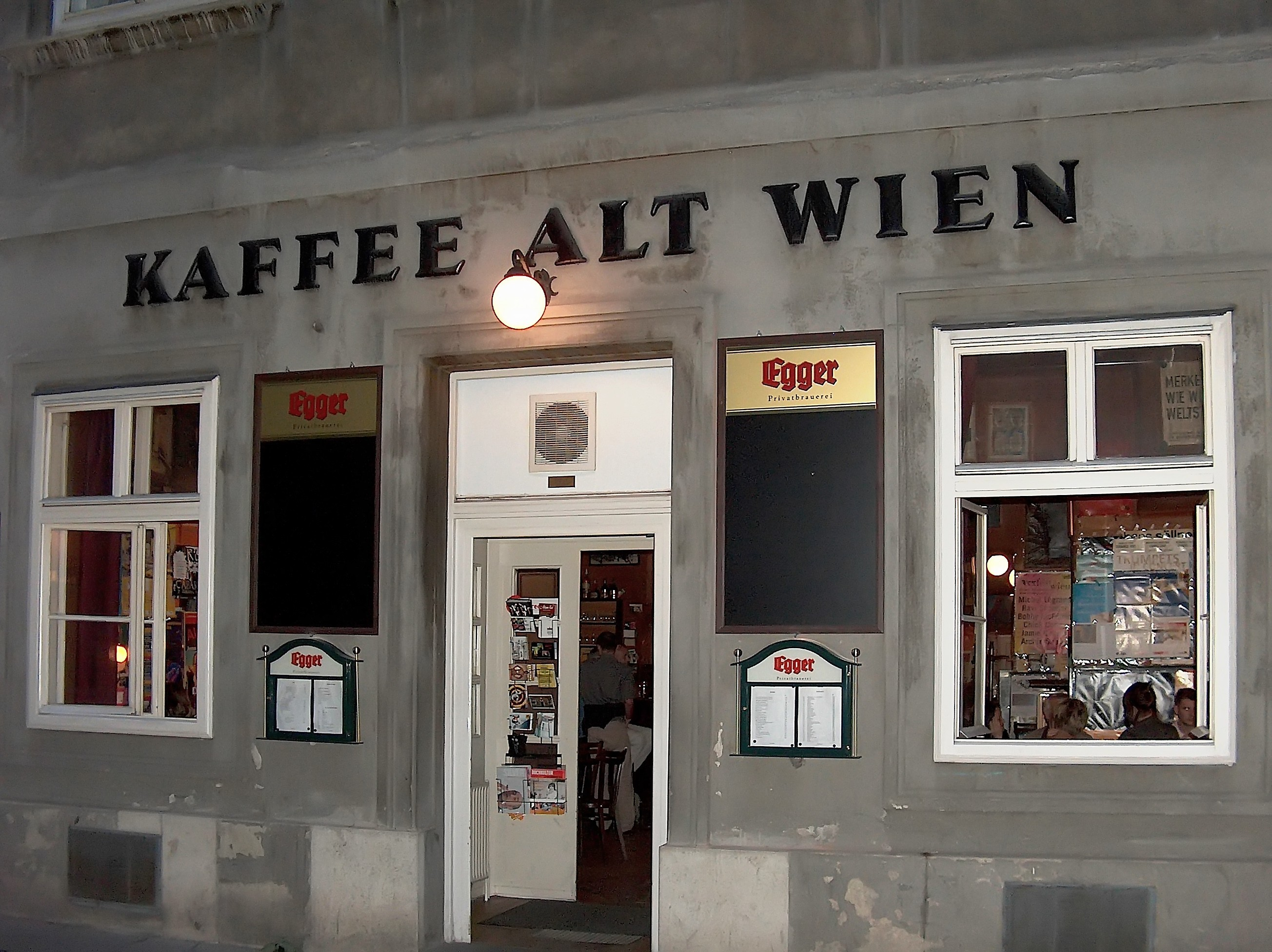
Kaffee Alt Wien

ウィーンのカフェハウスは、オスマン帝国によるウィーン包囲の際にトルコ軍が置いていったコーヒー豆をコシルツキーが発見したことに始まると言われる。19世紀にはウィーンのカフェ文化は文化生活の中心であった。多くのカフェは当時と変わらぬ姿で多くの観光客を惹きつけている。なお、ウィンナ・コーヒーは「ウィーン風コーヒー」の意味であるが、実際にはウィーンにこの名前のコーヒーは存在しない。
ウィーンの代表的カフェハウスには以下のようなものがある。
- カフェ・ゲルシュトナー (Gerstner)：1847年創業。旧皇室御用達 (k.u.k.) でケルントナー通りにある。国立歌劇場内やウィーン楽友協会ホール内にも出店しており、コンサートの休憩時間に利用できる。美術史博物館内にも支店がある。
- カフェ・ラントマン：ウィーンで最もエレガントなカフェと呼ばれた老舗。1873年創業。東京の青山に支店がある。
- ホテル・ザッハー：国立歌劇場の裏にある。ザッハトルテの元祖。
- カフェ・デメル (Demel)：同じくザッハトルテが名物。旧皇室御用達。
- カフェ・ハイナー (Heiner)：旧皇室御用達。
- カフェ・ツェントラール (Central)：ペーター・アルテンベルク、アルフレート・ポルガー、エゴン・フリーデルなど多くの「カフェ文士」が愛用。ポルガーに『カフェ・ツェントラールの理論』なる文章がある。
- グリーエンシュタイドゥル (Griensteidl)：フーゴ・フォン・ホーフマンスタールなど多くの世紀末ウィーンの文人・芸術家が愛用。
- シュヴァルツェンベルク (Schwarzenberg)：楽友協会やホテルインペリアルに近い。リング沿いにある由緒あるカフェ。
- ショッテンリング (Schottenring)：リング沿いで最も歴史のあるカフェであったが、建物改装を機に閉店。
- アルト・ヴィーン (Alt Wien)：内装など、店名の通り古さを感じさせる店。
- オーバーラー (Oberlaa)：歴史は古くないが、ウィーン市内に多くの支店をもつ人気のカフェハウス。
- ハヴェルカ (Hawelka)：旧市街の中心部にあり、開店以来内装を変更していない。
- カフェ・ムゼーウム (Museum)：アドルフ・ロースによる開店当時の内装のままに復元されたカフェ。グスタフ・クリムトはじめ世紀末ウィーンの建築家や画家が多く出入りしていた。
- ティローラーホーフ (Tirolerhof)：自家製のアプフェルシュトゥルーデルが人気。
- カフェ・モーツァルト (Mozart)：国立歌劇場裏。ブルクガルテンにあるモーツァルト像は、かつてこのカフェの目の前にあった。
- ブロイナーホーフ (Bräunerhof)：ルートヴィヒ・ウィトゲンシュタインが常連だった。
- カフェ・シュペール (Sperl)

### 美術館・博物館

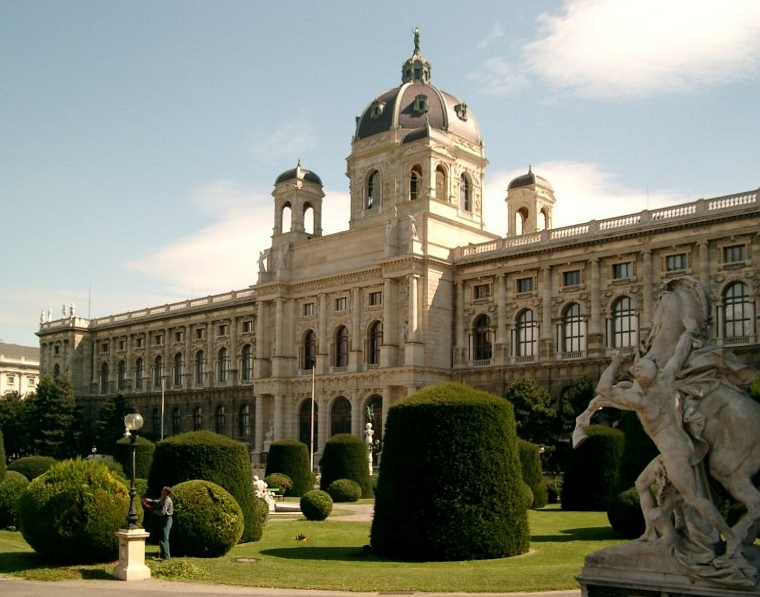
美術史美術館

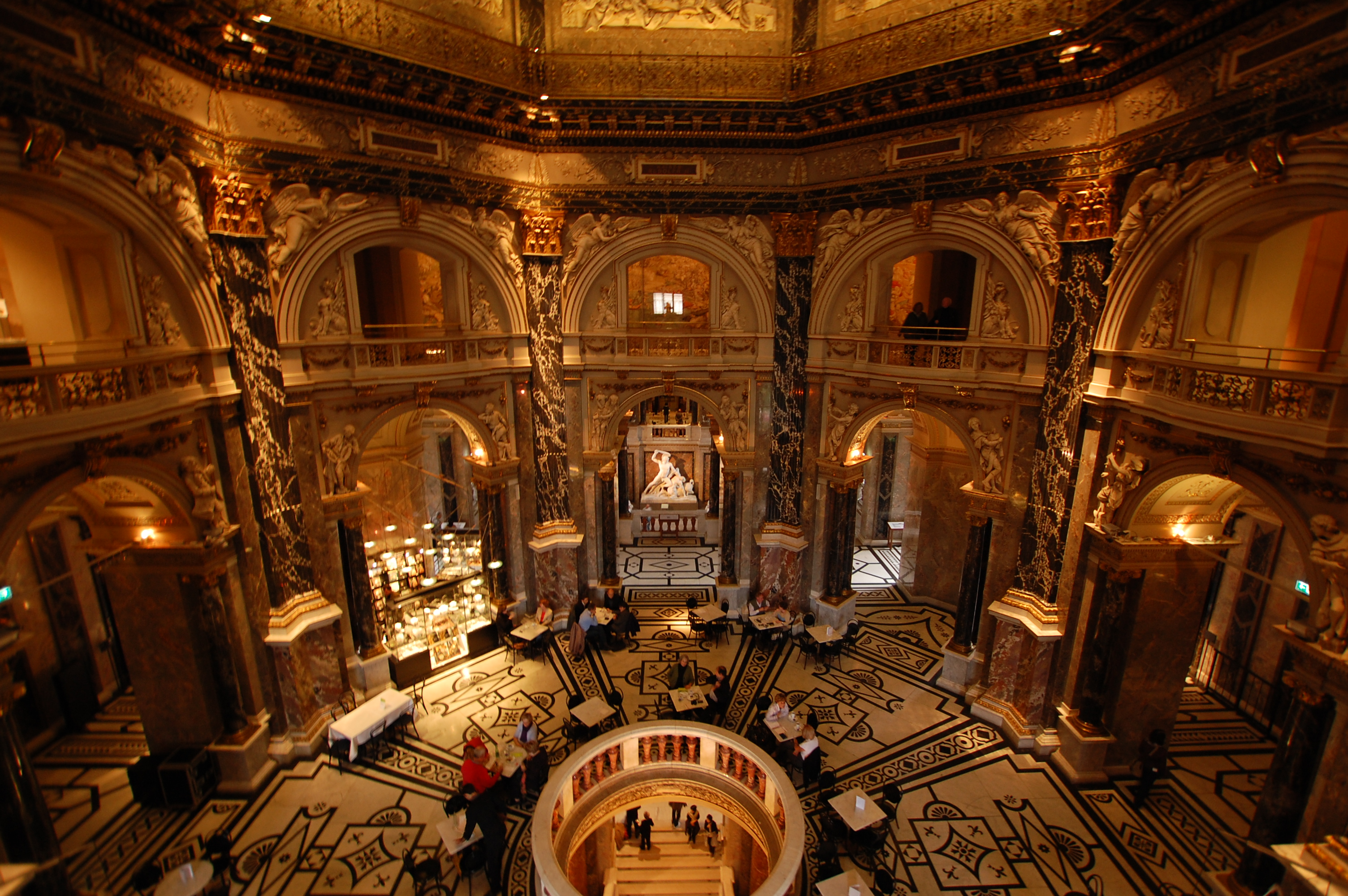
美術史美術館

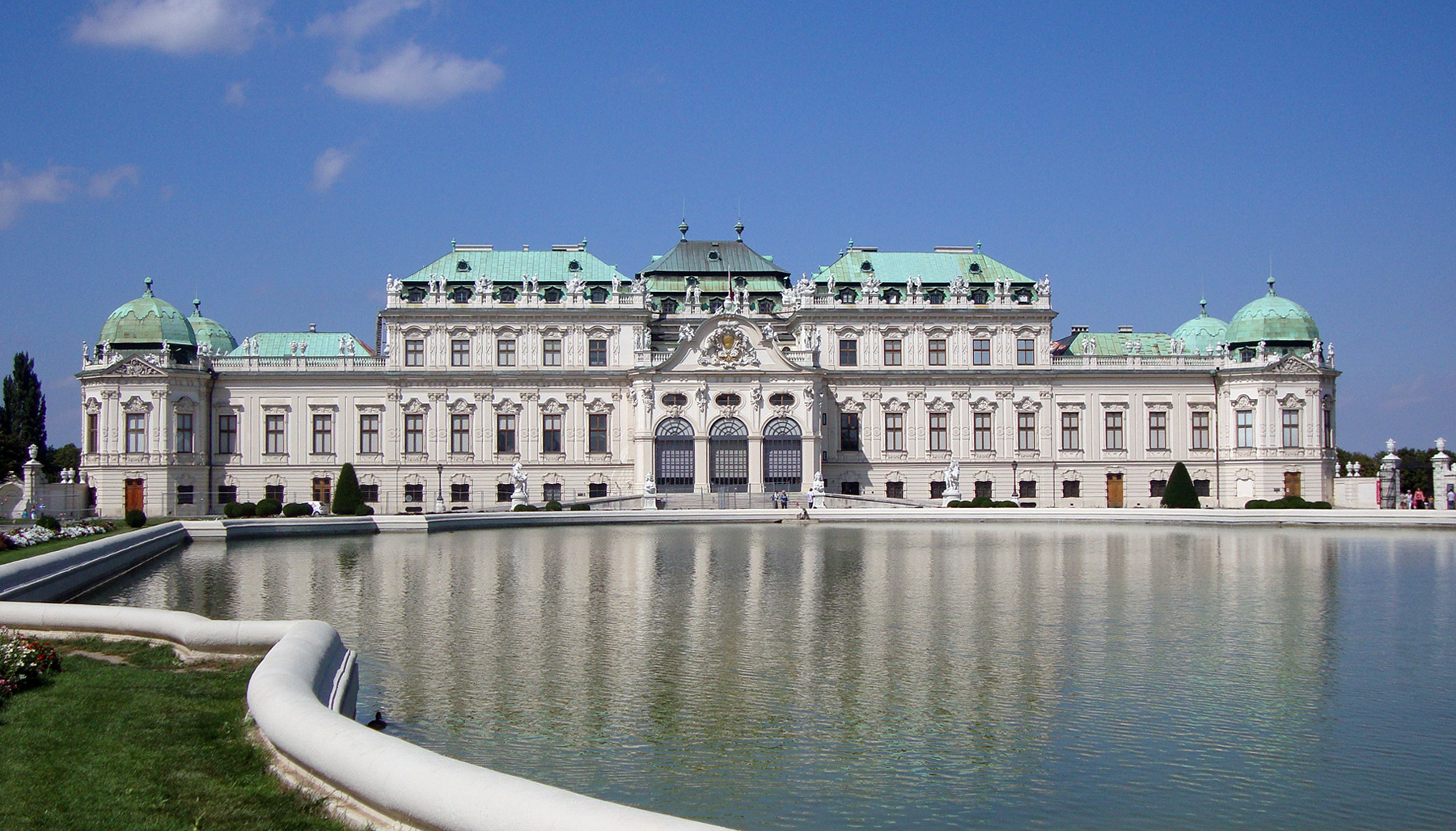
ベルヴェデーレ宮殿

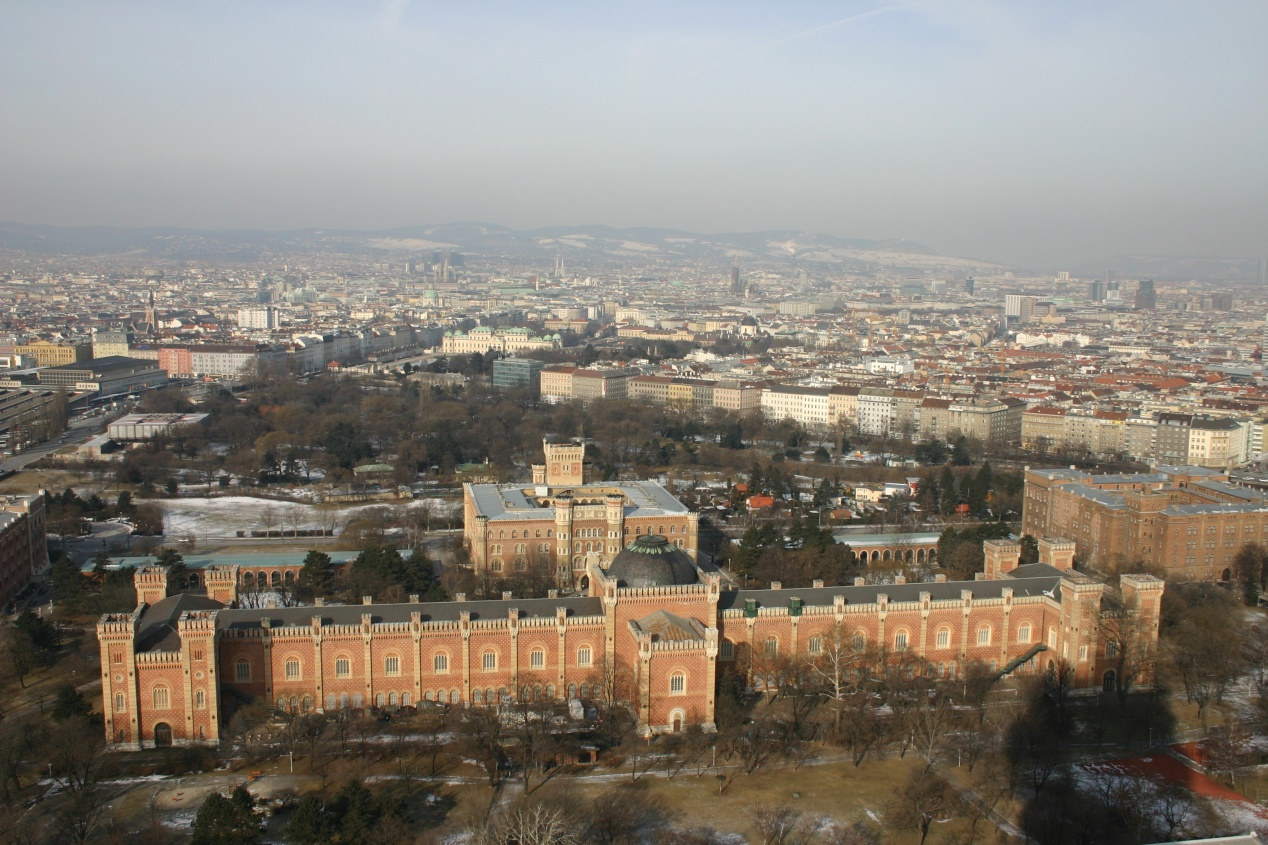
ウィーン軍事史博物館

ウィーンの歴史を反映して多数の美術館・博物館がある。
- 美術史美術館 - コレクションの一部はエフェソス博物館などの分館にも展示。
- ウィーン自然史博物館
- ホーフブルク王宮内宝物館 - 美術史美術館の分館であり、聖遺物として聖槍（ロンギヌスの槍として知られ、さらに中央部に聖釘が針金で固定されている）や数々の聖釘がある。
- アルベルティーナ
- リヒテンシュタイン美術館
- オーストリア・ギャラリー（ベルヴェデーレ） - ベルヴェデーレ宮殿の上宮にある。クリムトをはじめ、オーストリアの画家の作品を集めた美術館。
- レオポルド美術館 - エゴン・シーレのコレクションでは世界最大のもの。ユダヤ人の眼科医レオポルド博士のコレクションを、オーストリア政府が買い取り美術館にした。
- ルードヴィヒ財団現代美術館 ミュージアムクォーター (MuseumsQuartier) 内。
- 造形美術アカデミー絵画館 - 造形美術アカデミー（美術学校）の学内にあり、ヒエロニムス・ボスのコレクションを持つ。アドルフ・ヒトラーはこの美術アカデミーの受験に失敗した。
- オーストリア応用美術博物館 (MAK)
- ウィーン軍事史博物館
- ウィーン民俗博物館
- ウィーン路面電車博物館
- オーストリア演劇博物館
- ウィーン犯罪博物館
- エスペラント&地球儀博物館
- エッセルコレクション - ウィーン北郊クロスターノイブルクにある現代美術館。Baumaxの創業者エッセルにより建てられた。
- エゴン・シーレ美術館 - シーレの出身地トゥルン（ウィーン郊外）にあり、デッサンなど小品が年代順に並んでいる。

## 教育

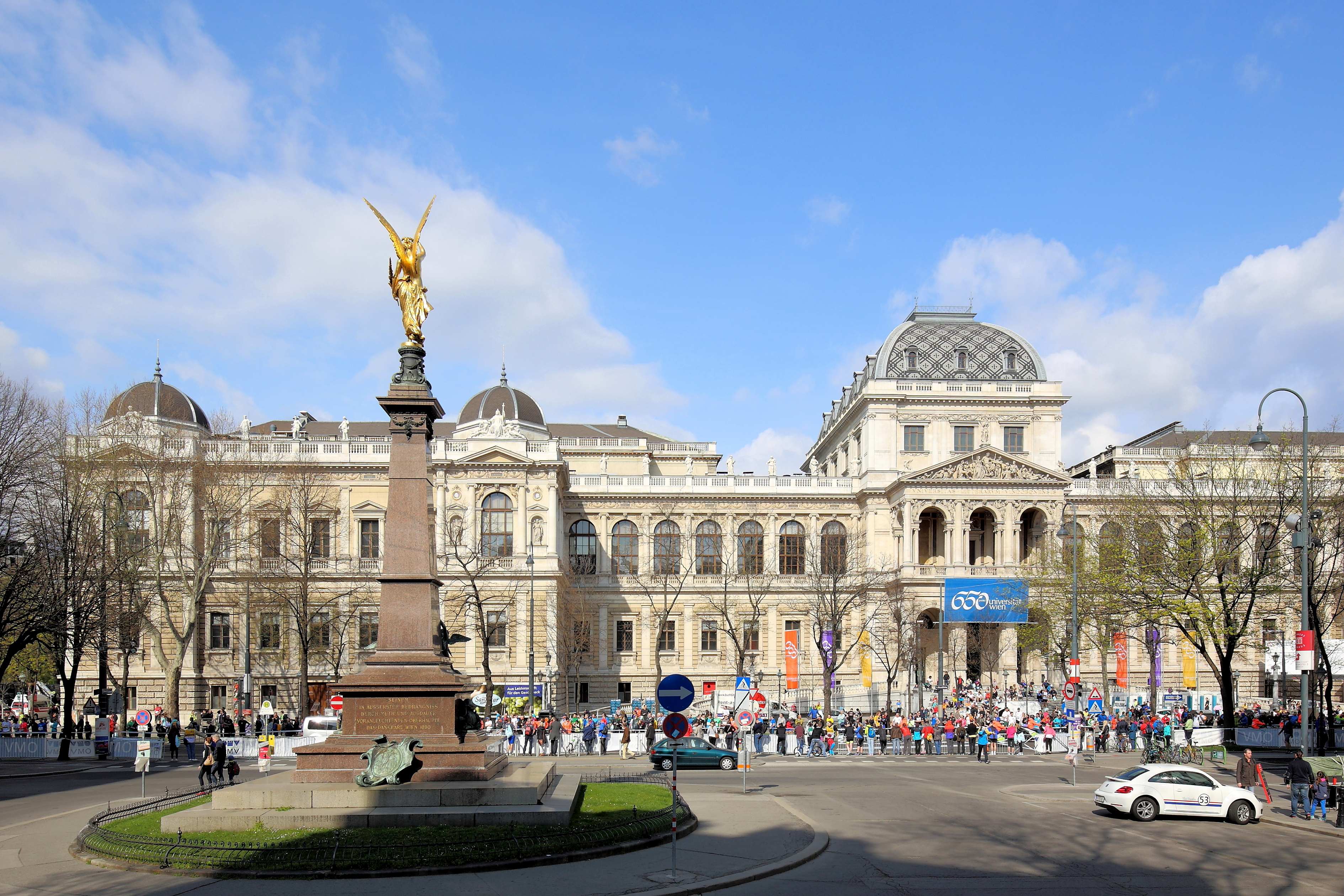
ウィーン大学

1365年創立のウィーン大学は現在のドイツ語圏で最古・最大の大学であり、教官や卒業生から11名のノーベル賞受賞者を輩出している。かつてウィーン大学医学部は医学研究において世界的な中心のひとつであった。例えば、精神科医のジークムント・フロイトや小児科医のハンス・アスペルガーなどを輩出しており、日本からも斎藤茂吉らが留学している。また世界で初めて胃切除を行ったのもウィーン大学教授のテオドール・ビルロートで、現代においてもビルロートの方法で手術がなされている。この際に摘出された標本は、ウィーン大学で見学することができる。しかし、第二次大戦後にはユダヤ人学者が流出したことや鉄のカーテンにより東欧からの人材の流入が止まった一方、アメリカの大学が著しい発展を遂げたことにより、学問の中心としてのウィーンはその地位を失った。しかし現在は再び東欧やドイツなどからの学生の流入が多くなっている。学生数が著しく増加傾向にあるため、各大学の権限が拡大され、入学直後の学期を厳しくして選別を図る措置をとるほか、志望者の多い学科を中心に入学制限が順次導入されている。選考方法は主として入学試験による。
エゴン・シーレらの出身校であるウィーン美術アカデミーはヒトラーが受験して合格できなかったため、後に独裁者になる道を開いてしまった学校でもある。アントニオ・サリエリが初代学長だった歴史があるウィーン国立音楽大学および、戦後市によって設立されたウィーン音楽院は多くの著名なクラシック音楽の演奏家を輩出している。この他に国立大学としてはウィーン経済大学、ウィーン工科大学、ウィーン農科大学、ウィーン医科大学（旧ウィーン大学医学部）、ウィーン獣医大学、グスタフ・クリムトの出身校であるウィーン応用美術大学がある。ウィーン経済大学 (WU) は2013年にブラーター内に移転した。
従来のオーストリアでは大学は全て国立であったが、21世紀に入って私立大学 (Privatuni) を認める制度ができたため、多くの私立大学が設立されている。ウィーン音楽院（市立）やリンツのブルックナー音楽院のように既存の学校がこの制度により大学となったケースも多い。
またオーストリア政府は、トップレベルの科学技術研究施設を目標に、Institute of Science and Technology Austriaを設立した。ウィーン郊外のクロースターノイブルクにあり、博士課程の学生およびポスドクを受け入れている。研究者の多くはアメリカやドイツなど国外から招かれており、教育、研究は英語で行われている。

## 文化

### 音楽
ウィーンではモーツァルトやベートーヴェンをはじめ、数多くの作曲家が活躍し、「音楽の都」と呼ばれている。

#### 歌劇場・コンサートホール

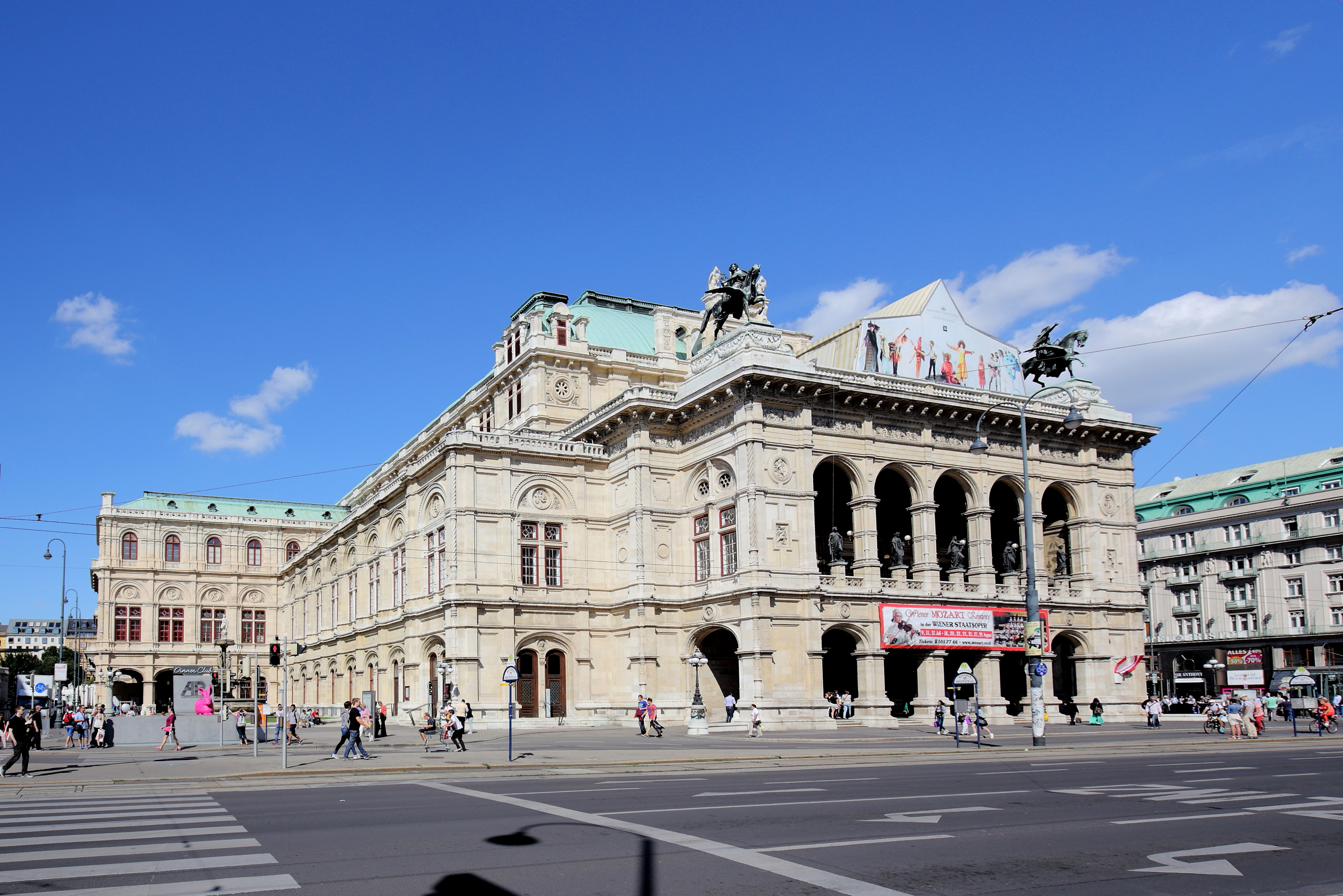
ウィーン国立歌劇場

- ウィーン国立歌劇場 - 世界で最も有名な歌劇場の一つ。
- ウィーン・フォルクスオーパー - オペレッタを上演する劇場。
- ウィーン楽友協会（ヴィーナー・ムジークフェライン）- ウィーン・フィルハーモニー管弦楽団の本拠地
- ウィーン・コンツェルトハウス - ウィーン交響楽団の本拠地
- アン・デア・ウィーン劇場 - 1980年代からはミュージカルの舞台として役割を果たしたが、2006年より再びオペラが上演されるようになった。
- ローナッハー

#### 演奏団体
- ウィーン・フィルハーモニー管弦楽団（ウィーン・フィル） - ウィーン・フィルは、ウィーン国立歌劇場でオペラの伴奏を行うウィーン国立歌劇場管弦楽団が、それ以外の演奏会で演奏するときの名前である。数あるオーケストラの中でも最も有名なオーケストラの一つである。本拠地はウィーン楽友協会大ホール。また、グスタフ・マーラーの交響曲第8番など大規模編成を要する曲を演奏する場合などのように、やや大きな舞台を持つコンツェルトハウスで演奏会を行うことも少なくない。毎年元日にはマチネー（昼公演）でニューイヤーコンサートを開催し、衛星放送を通じて世界に生中継されている。
- ウィーン交響楽団 - 1900年創設。本拠地はコンツェルトハウスだが、楽友協会でも相当数の演奏会を行っている。
- トーンキュンストラー交響楽団
- ウィーン放送交響楽団
- ウィーン・フォルクスオーパー交響楽団 - 例年年末年始に訪日し、サントリーホールのジルヴェスターコンサートにも出演する。
- ウィーン・コンツェルトハウス四重奏団
- ホーフブルクカペレ
- ウィーン室内管弦楽団
- ウィーン・コンツェントゥス・ムジクス - 1953年に指揮者ニコラウス・アーノンクールが結成した古楽器オーケストラ。
- アルバン・ベルク弦楽四重奏団 - 現代最高の弦楽四重奏団の一つ。ウィーン音楽大学教授でウィーン・フィルのコンサートマスターも務めていたギュンター・ピヒラーが同僚と結成。2008年限りで解散。

### 舞踏会
ウィーンは舞踏会の街でもあり、数多くの舞踏会がカーニバル（ファシング）シーズン中に開かれている。
- 皇帝舞踏会
- 花の舞踏会
- ウィーン・フィルの舞踏会
- ヴィーナー・オーパンバル（歌劇場舞踏会）
- カフェハウスオーナーの舞踏会
- お菓子屋さんの舞踏会
- 法律家の舞踏会
- 仮面舞踏会

### 食文化

### スポーツ
オーストリア・ブンデスリーガに属しているサッカークラブ、FKアウストリア・ウィーンとSKラピード・ウィーンがウィーンを本拠地としている。
また、オーストリアを代表するスタジアムであるエルンスト・ハッペル・シュタディオンでは、UEFAの5つ星スタジアムとしてこれまでUEFAチャンピオンズリーグの決勝戦が4度開催された。2008年6月にスイスとオーストリアの共催で開かれたUEFA欧州選手権2008 (EURO 2008) の決勝戦もここで行われた。
市民の娯楽としてスケートなども盛んであり、冬季は通常のスケートリンク以外に市庁舎前広場にスケートリンクが開場する。

### ウィーンが舞台となった映画
- 間諜X27
- 会議は踊る
- 未完成交響楽
- 皇帝円舞曲
- 第三の男 - グレアム・グリーンの小説及びオーソン・ウェルズ主演の同名の映画
- 輪舞
- プリンセス・シシー
- 愛の嵐 - 1973年製作。オーストリア自由党 (FPÖ) が結党された翌1957年のウィーンが舞台である。強制収容所とウィーンの街を舞台にして、ナチスの親衛隊員だったホテル夜勤フロント係とユダヤ人女性との倒錯した愛が描かれている。親衛隊員たちと極右思想がオーストリア社会に深く浸透していることも明らかにされている。
- 男はつらいよ 寅次郎心の旅路 - 原作山田洋次、主演渥美清。ケルントナー通り近くに位置する3つ星ホテル「ツーア・ヴィーナー・シュターツオーパー」(Zur Wiener Staatsoper) は同映画で寅次郎が宿泊したホテル。
- 007 リビング・デイライツ - 1987年公開。
- 恋人までの距離（原題：Before Sunrise, 1995年）
- ぬくもりの内側（監督/脚本：田中壱征）2023年 一般劇場公開　エピソード１で、ウィーンが本撮影地となっている。

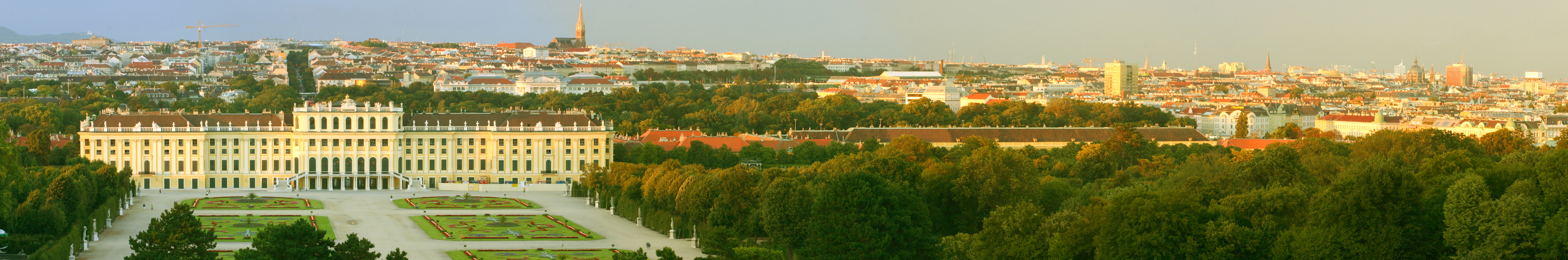
シェーンブルン宮殿

ほか

## 姉妹都市
- リュブリャナ（スロベニア）
- ベオグラード（セルビア）
- ブルノ (チェコ共和国)
- ブダペスト（ハンガリー）
- ザグレブ（クロアチア）
- ブラチスラヴァ（スロバキア）
- テルアビブ（イスラエル）
- モスクワ（ロシア）